# Buick Special
El Buick Special fue un automóvil producido en los Estados Unidos por Buick, una de las principales divisiones de General Motors. Por lo general, era el modelo de menor precio de la marca, que comenzó como un automóvil de tamaño completo en 1936 y reapareció en 1961 (después de una pausa de dos años) como un automóvil de tamaño mediano. El Special se fabricó durante varias décadas y se ofreció como cupé, sedán y más tarde como familiar. Cuando GM modernizó sus productos básicos en la década de 1960, el Special introdujo el moderno motor Buick V6 que se convirtió en el principal propulsor de GM durante varias décadas y que marcó la arquitectura de los V6 posteriores de la marca.
En 1970, el Special ya no se ofrecía como modelo independiente, pero el nombre se usaría más tarde para los modelos básicos del Buick Century de 1975 a 1979 y de 1991 a 1996.
Sus orígenes se remontan hasta el Buick Model 10, coetáneo del primer automóvil de Buick, el Buick Model B. El Model 10 se inició en una de las marcas independientes fusionadas en Buick, llamada Janney.

## Serie 40 (1930, 1934-1935)
Cuando se introdujo la Serie 40, estaba equipado con el motor Buick Straight-6 con válvulas en cabeza de 257,5 plg³, que rendía 80,5 bhp de potencia a 2800 rpm. Se fabricaron 74.257 unidades, siendo el número más alto de Buicks en 1930. En el año 1931, la Serie 40 dejó de producirse temporalmente, con la introducción del Marquette Model 30 y el reposicionamiento de la Serie 50 como el modelo básico de Buick. La versión de 1935 regresó con el  motor Buick Straight-8 de 233 plg³ y 93 CV. A partir de esta generación, todos los automóviles de GM compartieron una apariencia corporativa como resultado del trabajo de la Sección de Arte y Color encabezada por Harley Earl, y se introdujeron modestos cambios anuales para renovar la apariencia de la gama de vehículos.
1933 fue el primer año en que todos los coches de GM se instalaron con ventanillas de esquina opcionales, que inicialmente se denominaron "Ventilación controlada individualmente sin corrientes de aire" y luego se renombraron como "Ventiplanes", cuya solicitud de patente se presentó el 28 de noviembre de 1932. Su producción se asignó a la Ternstedt Manufacturing Company, una subsidiaria de GM que fabricaba componentes para Fisher Body y se agregaron al Special cuando se introdujo en 1935. También se abrieron plantas de fabricación adicionales por todo el país, promovidas por la División de Montaje de Buick-Oldsmobile-Pontiac. El Serie 40 fue el Buick más asequible que se ofreció, con 6 estilos de carrocería disponibles, y el sedán Modelo 41 para cinco pasajeros costaba 925 dólares (unos 20 557 $ en 2023 ), mientras que un LaSalle Series 50 costaba 1000 dólares (unos 22 776 $ en 2023 ). Una característica estándar ofrecida en todos los Buick era un mando selector montado en el tablero que permitía modificar la sincronización de la chispa para usar combustible premium o de baja calidad. En 1936 el nombre cambió a "Special".

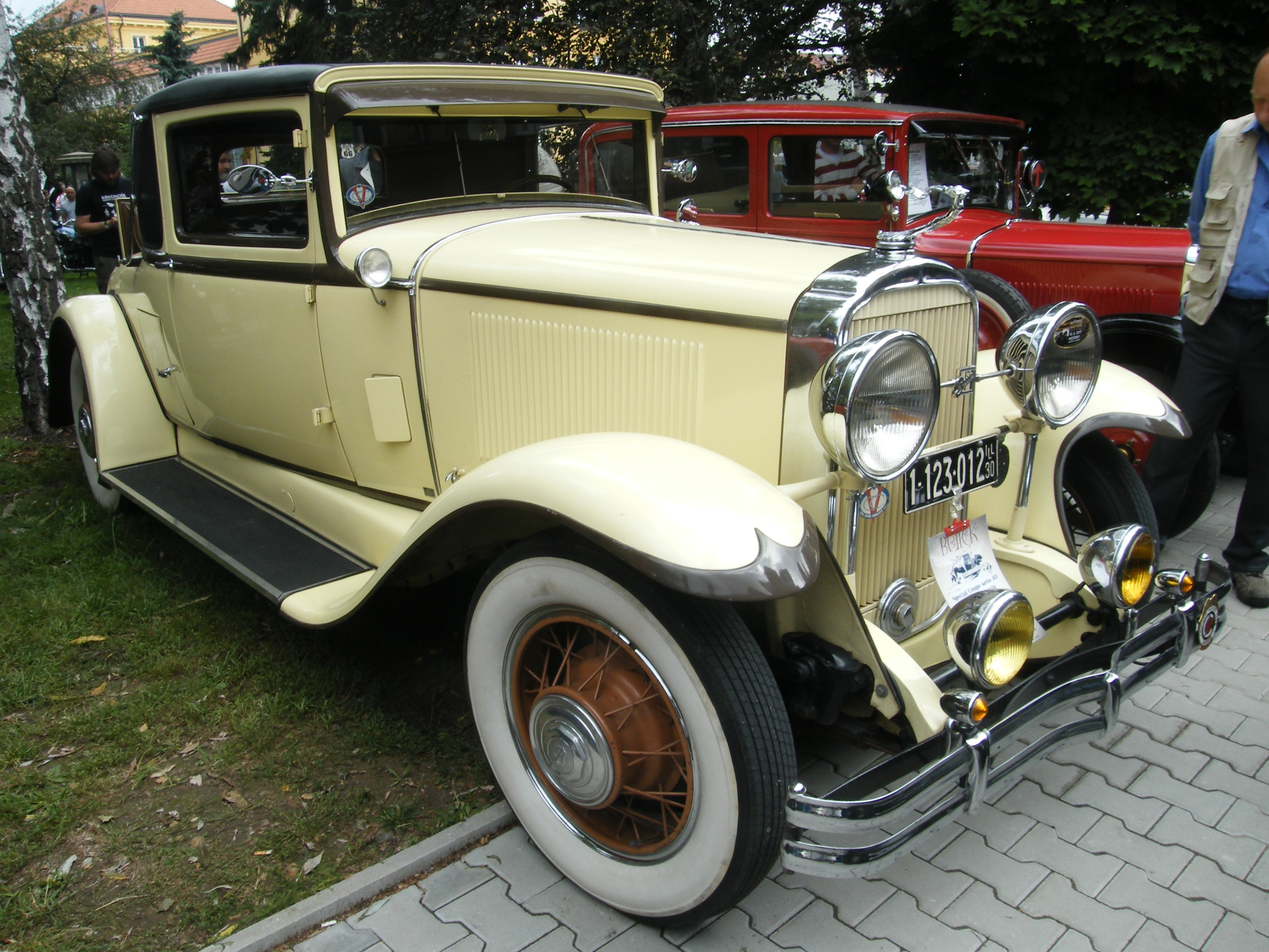
Buick Series 40 cupé de 1930
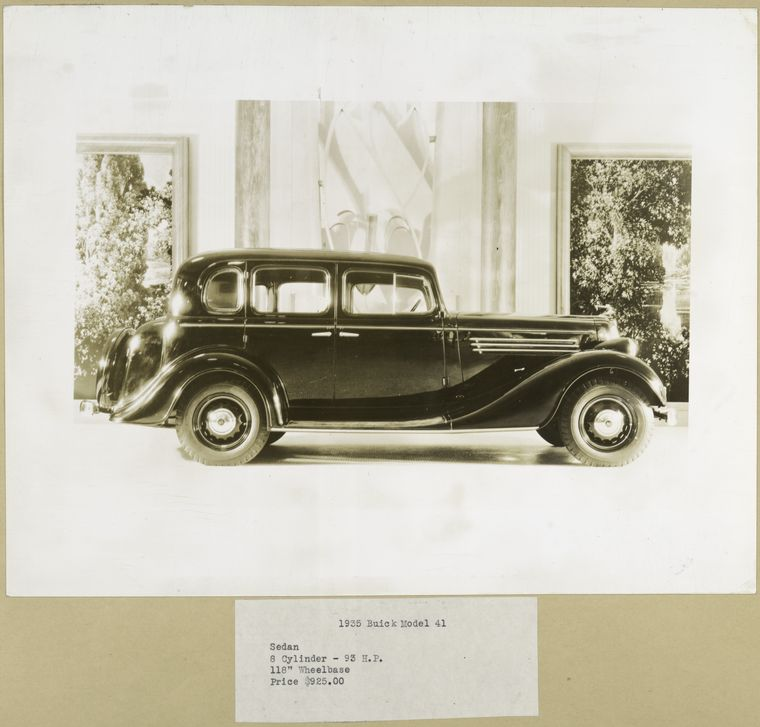
Buick Series 40 sedán de 1935
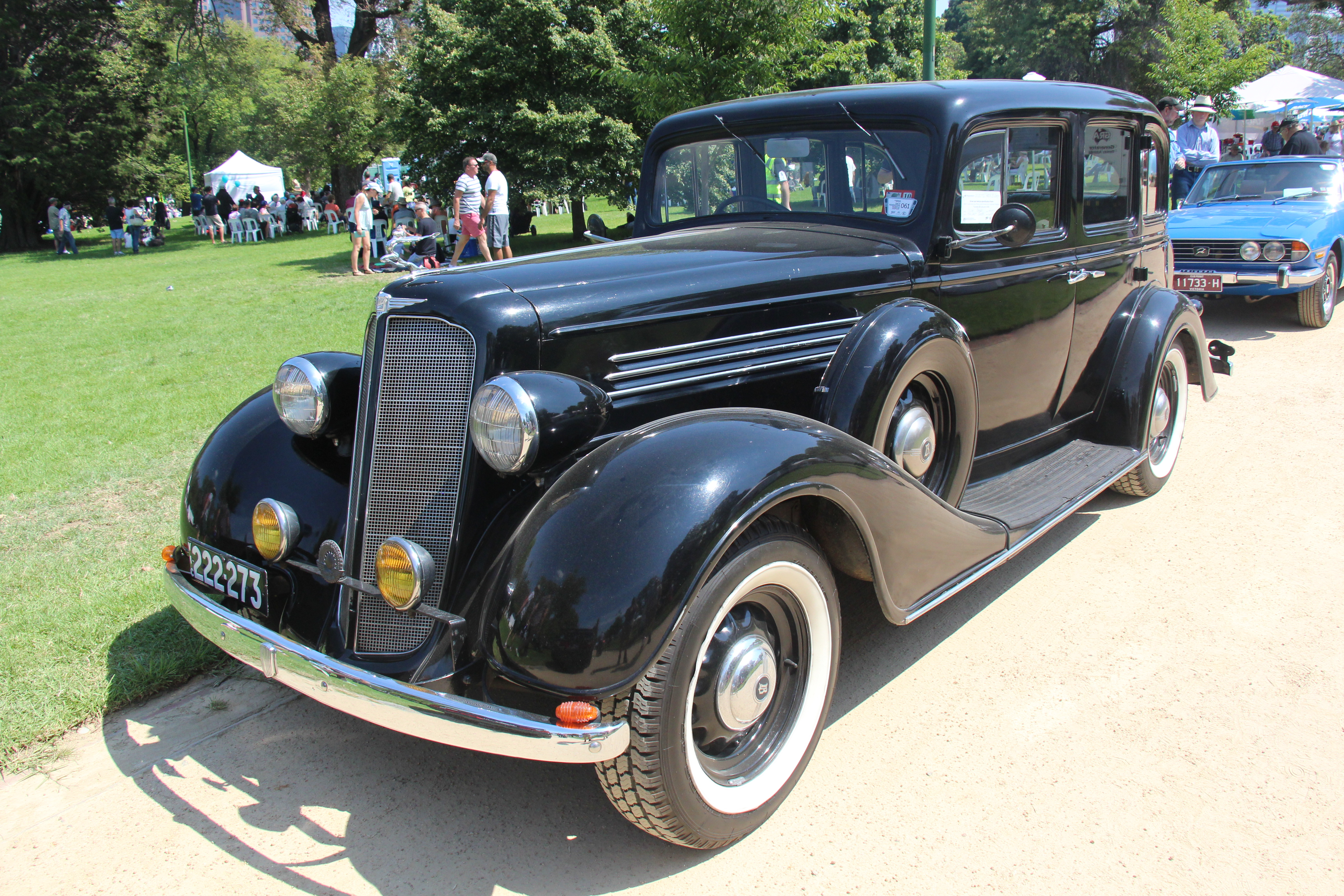
Buick Series 40 sedán de 1935
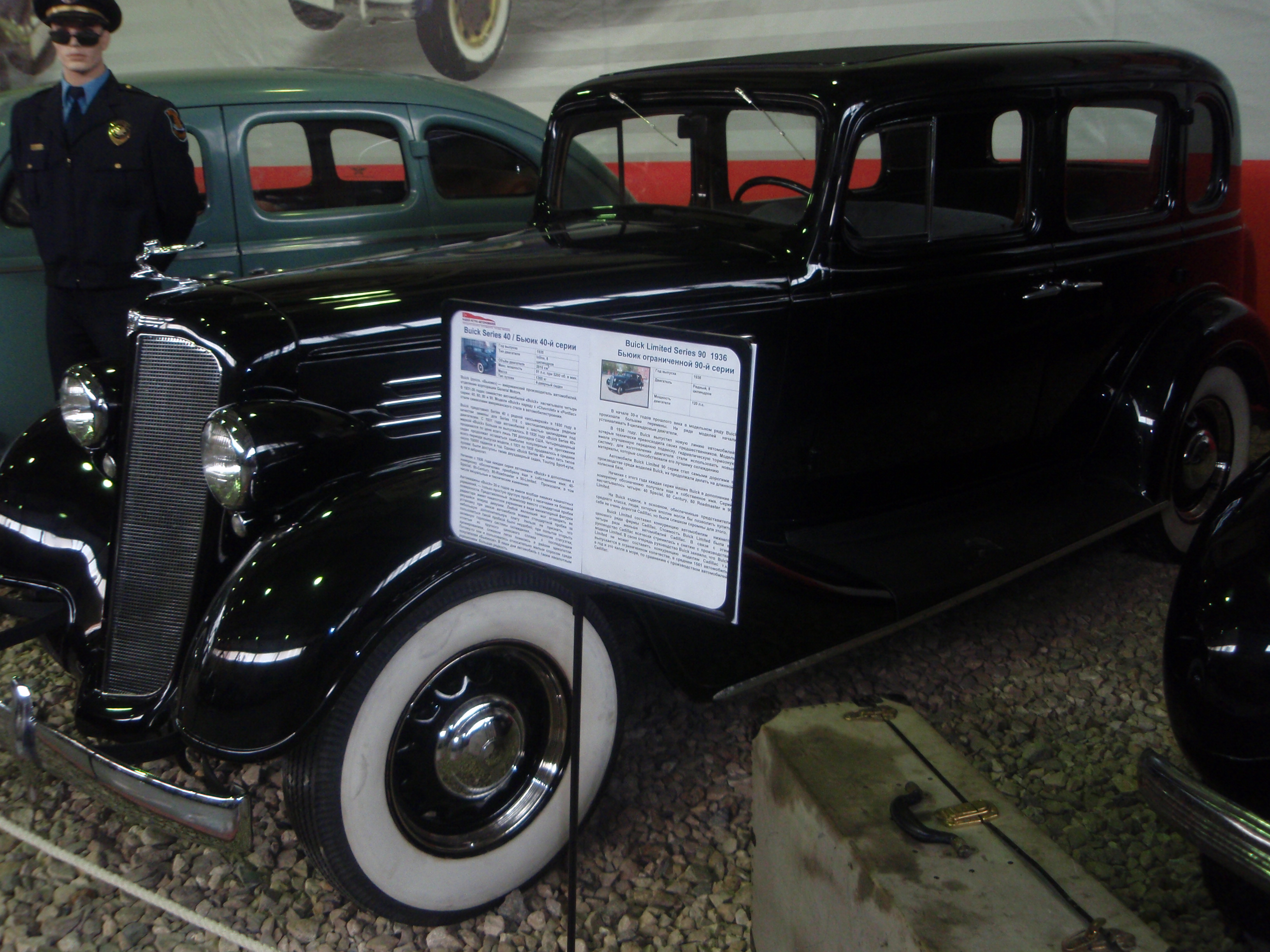
Buick Series 40 Sedán

## 1936-1949
A partir de 1936, la gama de modelos Buick Special Series 40 representó el automóvil de tamaño completo básico de la marca. El 36 fue un año muy exitoso para Buick y también marcó la primera vez que se usaron nombres en lugar de los simples números de serie que se habían usado antes. Los primeros Special se montaron con una distancia entre ejes de 118 plg (3 m), pero para el modelo del año siguiente se incrementó a 122 plg (3,10 m), ya que todos los Buick aumentaron de tamaño aquella temporada. El motor de ocho cilindros también era nuevo, y cubicaba 248 plg³ (4,1 L) en lugar de 233 plg³ (3,8 L). El Special (y todos los demás Buick también) se sometieron a un rediseño completo en 1939, con un morro más cerrado y una parrilla más ancha. La distancia entre ejes también era dos pulgadas más corta.
En 1940, se produjo el cambio de estilo habitual y la distancia entre ejes aumentó en una pulgada. Este fue también el único modelo en el que se ofreció un descapotable de cuatro puertas Special ("Sport Phaeton"), aunque solo se fabricaron 552 unidades. Los precios comenzaban en 795 dólares (unos 17 456 $ en 2023 ) para el Business Cupé, hasta 925 dólares (unos 20 310 $ en 2023 ) para el Touring Sedán de 4 puertas o el Convertible de 2 puertas.
Para 1941, la carrocería se renovó por completo, con los guardabarros delanteros ahora muy estrechamente integrados en el diseño general del automóvil. El familiar pasó de ser un Super a la alineación especial. Se ofreció un fastback en los modelos Century y 40 Special como un sedán touring de cuatro puertas y un cupé empresarial de dos puertas, así como el sedán 46S. También era nueva la serie 40-A (la Special regular ahora era la 40-B), una versión con una distancia entre ejes tres pulgadas más corta que compartía su carrocería con el Oldsmobile Series 70 de 1941. Estas dos series, con un cambio de estilo que recordaba al Y-Job de 1939, continuaron en la gama del año 1942. La producción terminó el 4 de febrero de 1942.
Después de que se reanudó la producción, solo quedó disponible la gama especial de carrocería B de 1946 más grande, algo raro, ya que representaba menos del dos por ciento de la producción de Buick ese año. El Special continuó con cambios menores hasta que la carrocería de antes de la guerra finalmente fue reemplazada a la mitad del año 1949. Los especiales de posguerra solo estaban disponibles como sedán de cuatro puertas o "sedanet" de dos puertas, hasta que llegaron los nuevos modelos de 1949.
En la película Mildred Pierce, Veda Pierce, la hija de Mildred, interpretada por la actriz Ann Blyth, recibía un Buick Special convertible de 1940 como regalo, valorado en 1077 dólares en el caso del Modelo 46C (unos 23 423 $ en 2023 ).
La película Small Town Conspiracy presenta un Buick Special 8 de 1939, que el personaje principal John Haleran (Zen Gesner) conduce como su coche de policía oficial. El automóvil siguió siendo propiedad del director Ralph Clemente y se conservó intacto durante muchos años hasta que se vendió al restaurador y coleccionista de automóviles de Florida Axel Caravias.

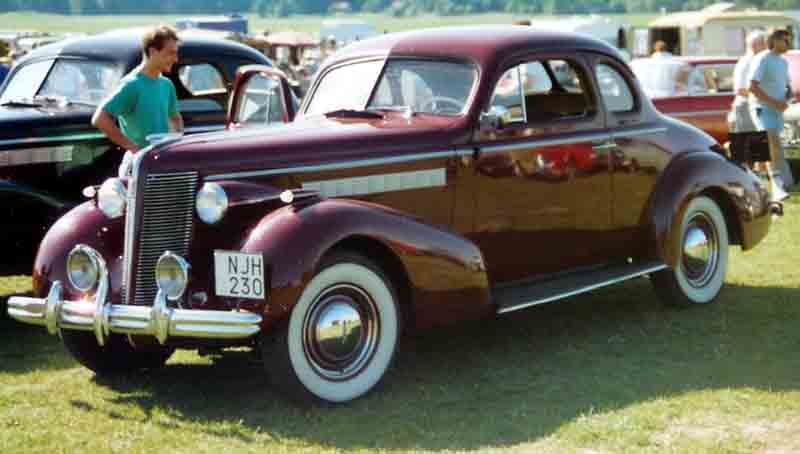
Buick Special Series 40 Sport Cupé Modelo 465 (1937)
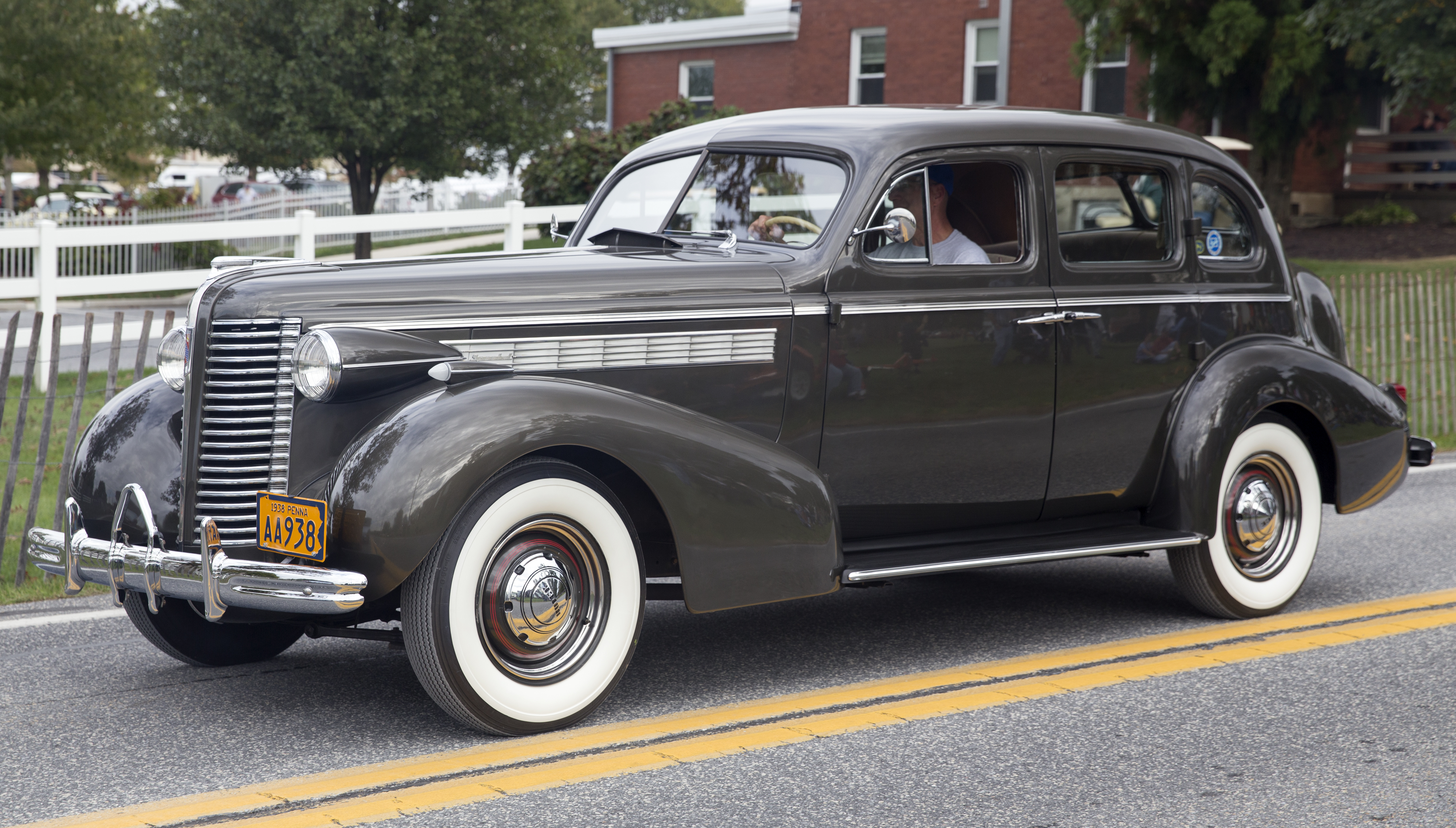
Buick Special Series 40 Touring Sedan Model 41 (1938)
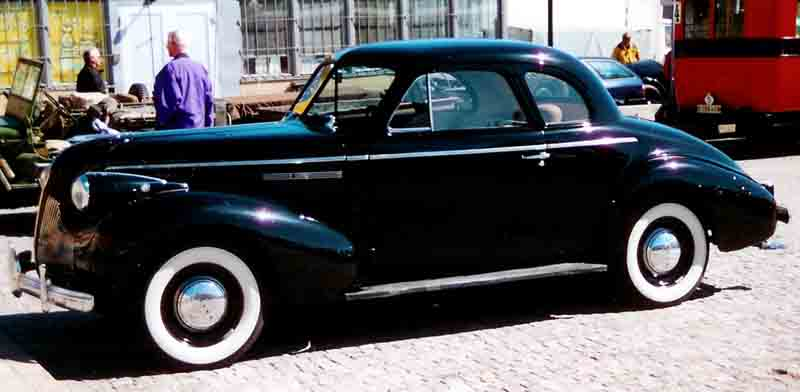
Buick Special Series 40 Business Cupé Modelo 46 (1939)
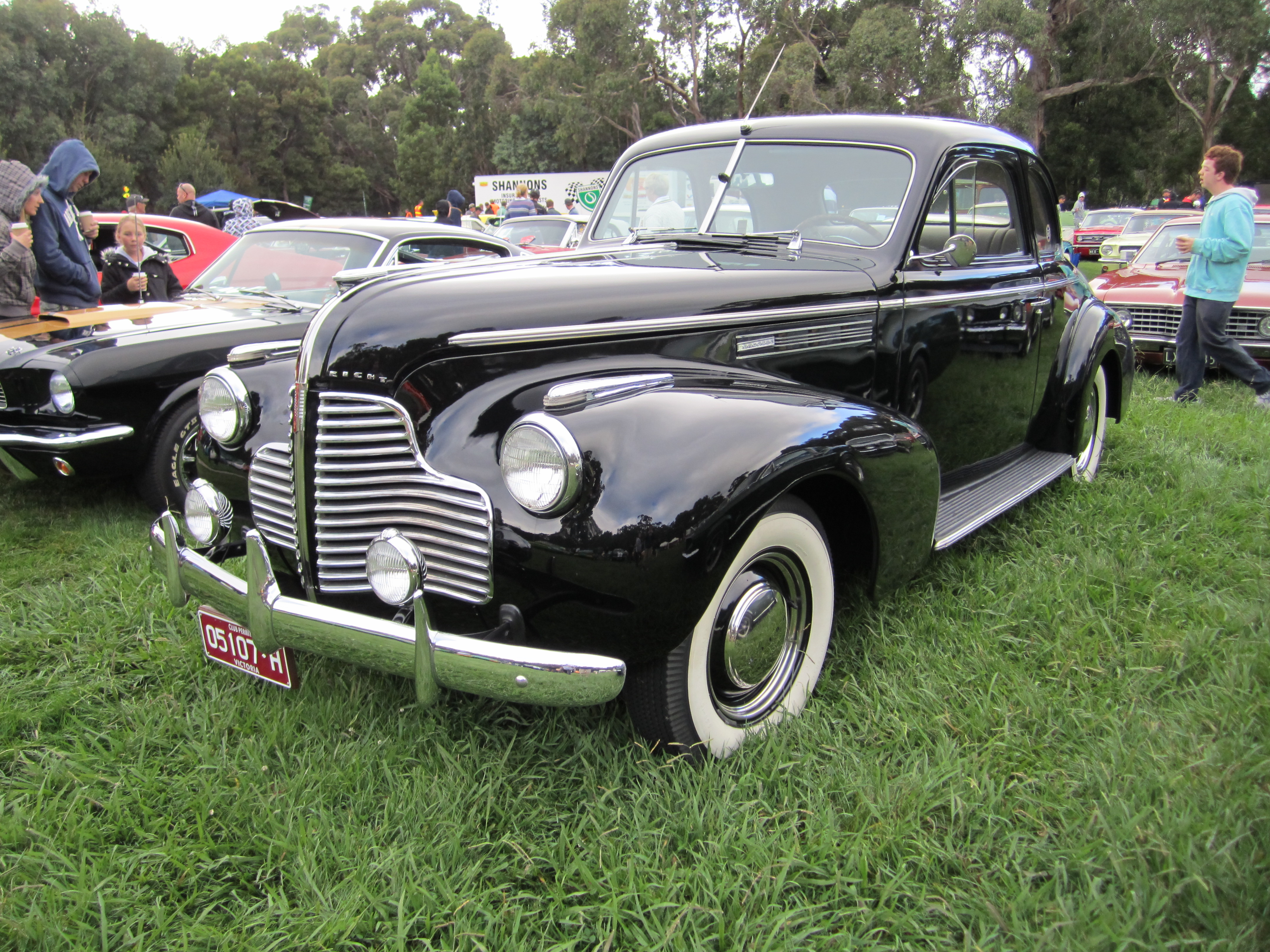
Buick Special Series 40 Sport Cupé Modelo 465
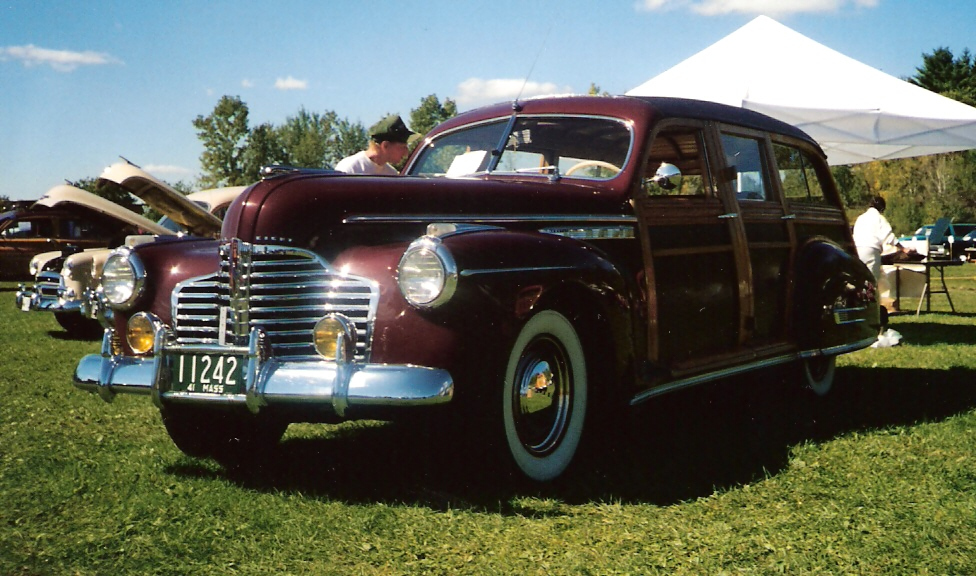
Buick Special Series 40-B Familiar Modelo 49 (1941)
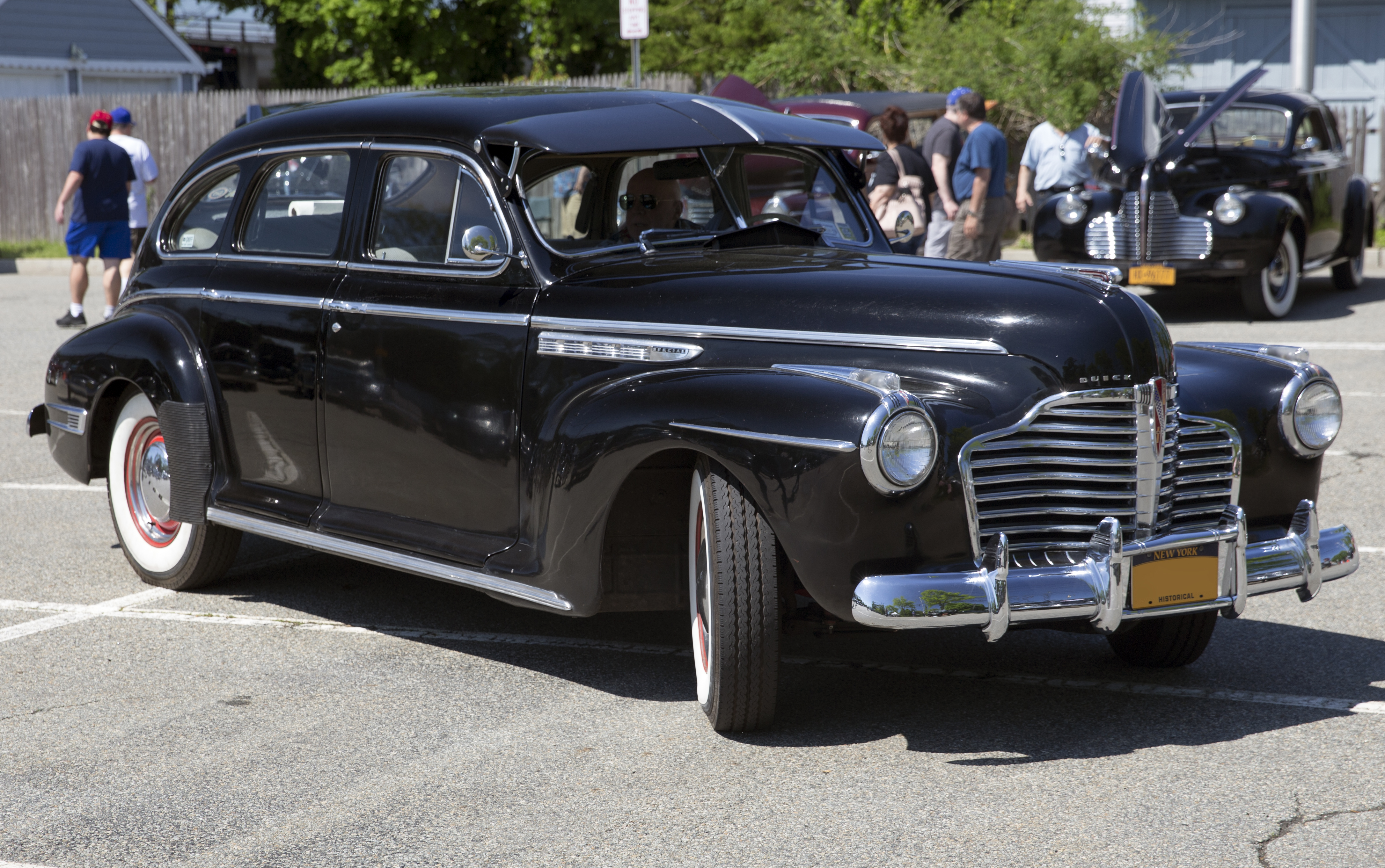
Buick Special Series 40-B Touring Sedan Model 41 (1941)
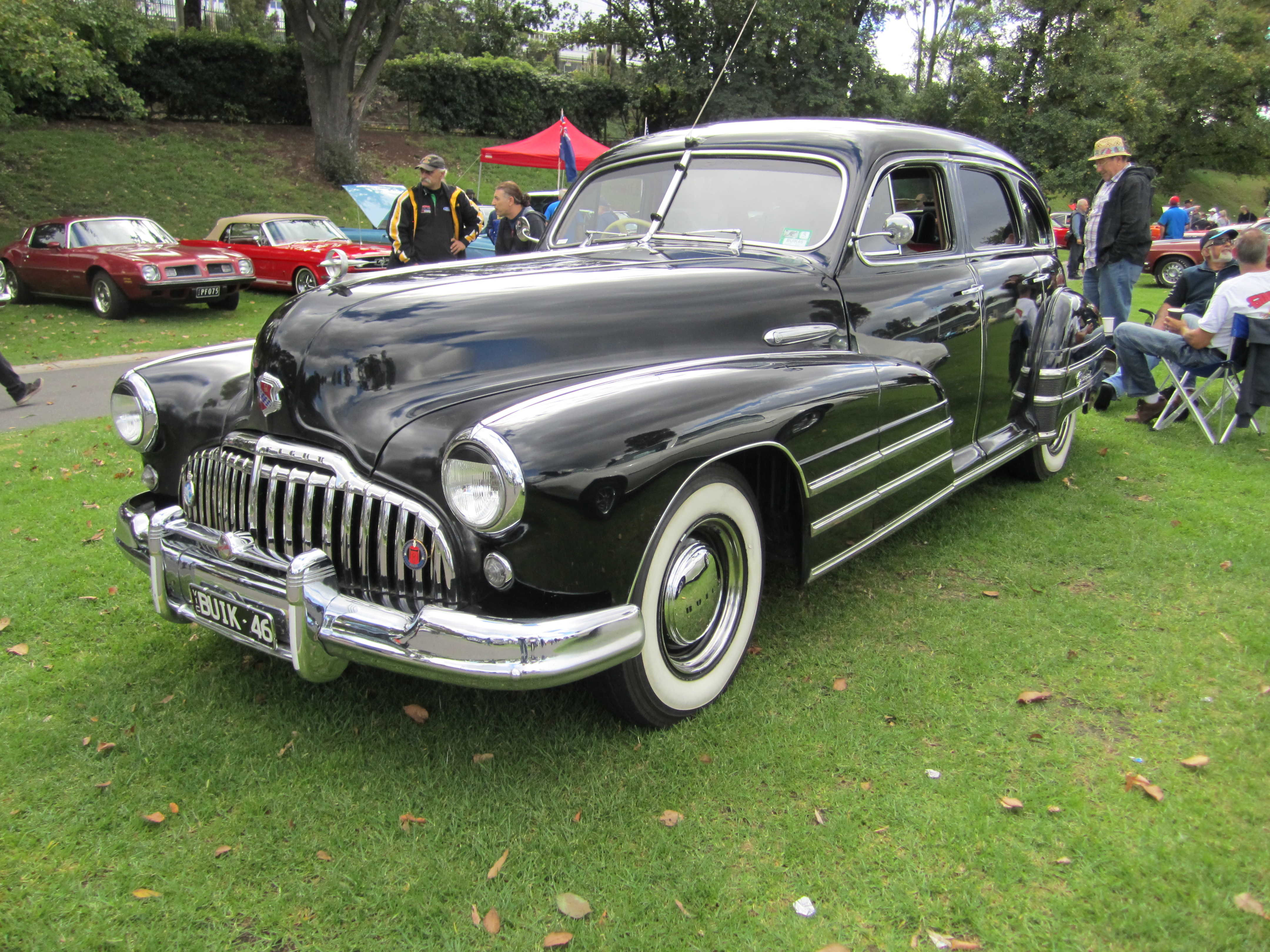
Buick Special Series 40 Touring Sedán (1946)
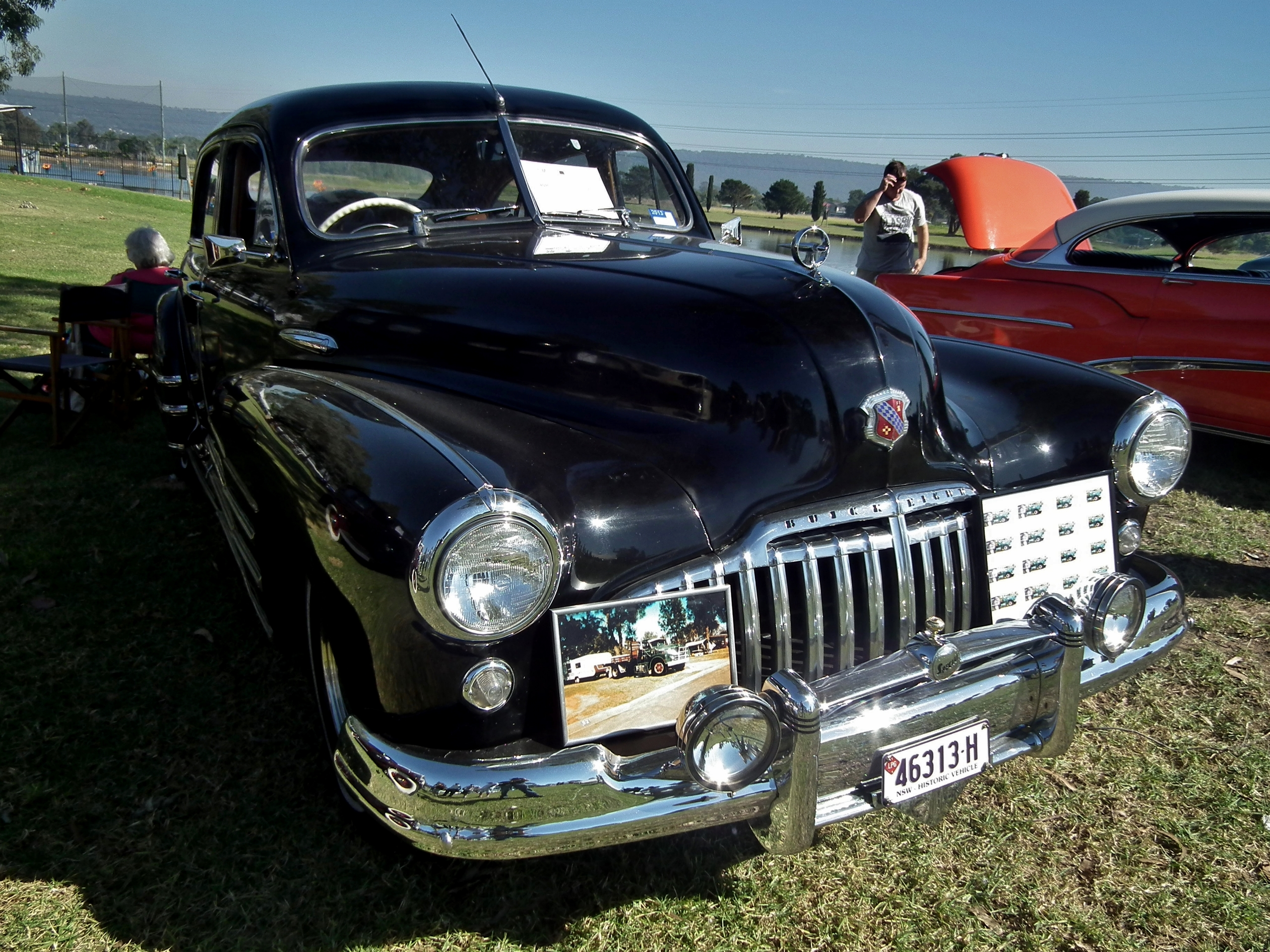
Buick Special Series 40 Touring Sedán (1947)
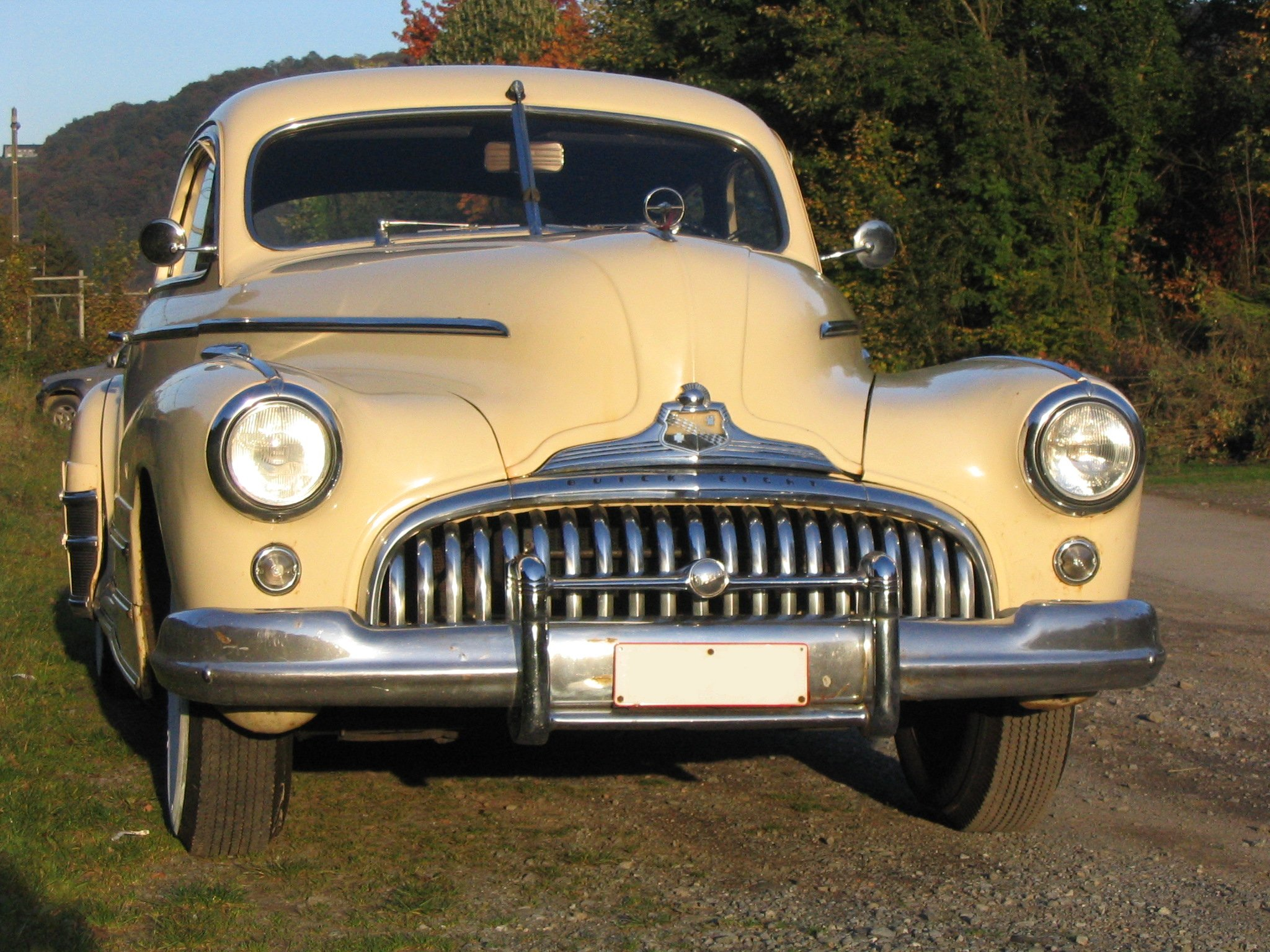
Buick Special Series 40 (1948)

## 1949-1958
A mediados del año 1949, los Special recibieron una carrocería completamente nueva, el primer diseño de posguerra para la serie. También era nueva la serie 40D, una versión mejor equipada llamada Special DeLuxe. El motor siguió siendo el propulsor de 248 plg³ (4,1 L) que se había utilizado desde 1937, pero en 1951 fue reemplazado por el "Fireball" de ocho cilindros en línea, más grande. Un cupé de techo rígido de dos puertas también era nuevo para 1951. Los especiales de 1954 tenían una carrocería y un chasis completamente nuevos, mucho más anchos y bajos, y estaban equipados con los motores "Nailhead" V8 completamente nuevos y más potentes. En 1953, The Buick-Berle Show introdujo los anuncios mediante publicidad por emplazamiento en la televisión, y más tarde, en 1955, The Honeymooners fue uno de los patrocinadores.
Lanzados a mediados de 1955, el Buick Special Riviera de cuatro puertas (junto con el Century Riviera, el Oldsmobile 98 Holiday y el 88 Holiday) fueron los primeros coches con "hardtop" de cuatro puertas sin pilares intermedios jamás producidos. Para entonces, el Buick Special era una de las series automotrices más vendidas en Estados Unidos. En 1956, el motor V8 de 322 plg³ (5,3 L) más grande se compartió con el resto de la gama, aunque fue reemplazado en 1957 por el V8 364 de 250 HP (186 kW), todavía más grande. Este año también se presentó una carrocería completamente nueva, así como un familiar de cuatro puertas con techo rígido llamado Buick Caballero. La distancia entre ejes de 1957 se mantuvo en 122 pulgadas. En la edición de junio de 1957 de Popular Mechanics, el Special figuraba con un tiempo de 0-60 mph de en 11,6 segundos, una economía de combustible de 17,4 mpgAm (13,5 L/100 km; 20,9 mpgIm) a 50 mph (80,5 km/h) y una distancia al suelo de 6,9 plg (175 mm). En 1958 se incorporó la mayor cantidad de cromados hasta el momento y unos faros gemelos, ya que el automóvil se hizo más largo y ancho, aunque con un chasis sin cambios.
Los Buick Special de 1949-1957 tenían tres "VentiPort" (orificios circulares para mejorar la ventilación del motor) en cada lado, mientras que los Buick más antiguos (con la excepción parcial del Buick Super, que cambió de tres a cuatro en 1955) tenían cuatro. Las versiones anteriores tenían en la carrocería un perfil cromado inspirado en el "Sweepspear", mientras que las versiones posteriores tenían la moldura "Sweepspear" unida al costado de todos los modelos. GM cambió el nombre del Buick Special a LeSabre en el modelo del año 1959, tomando el nombre del prototipo Le Sabre de 1951.

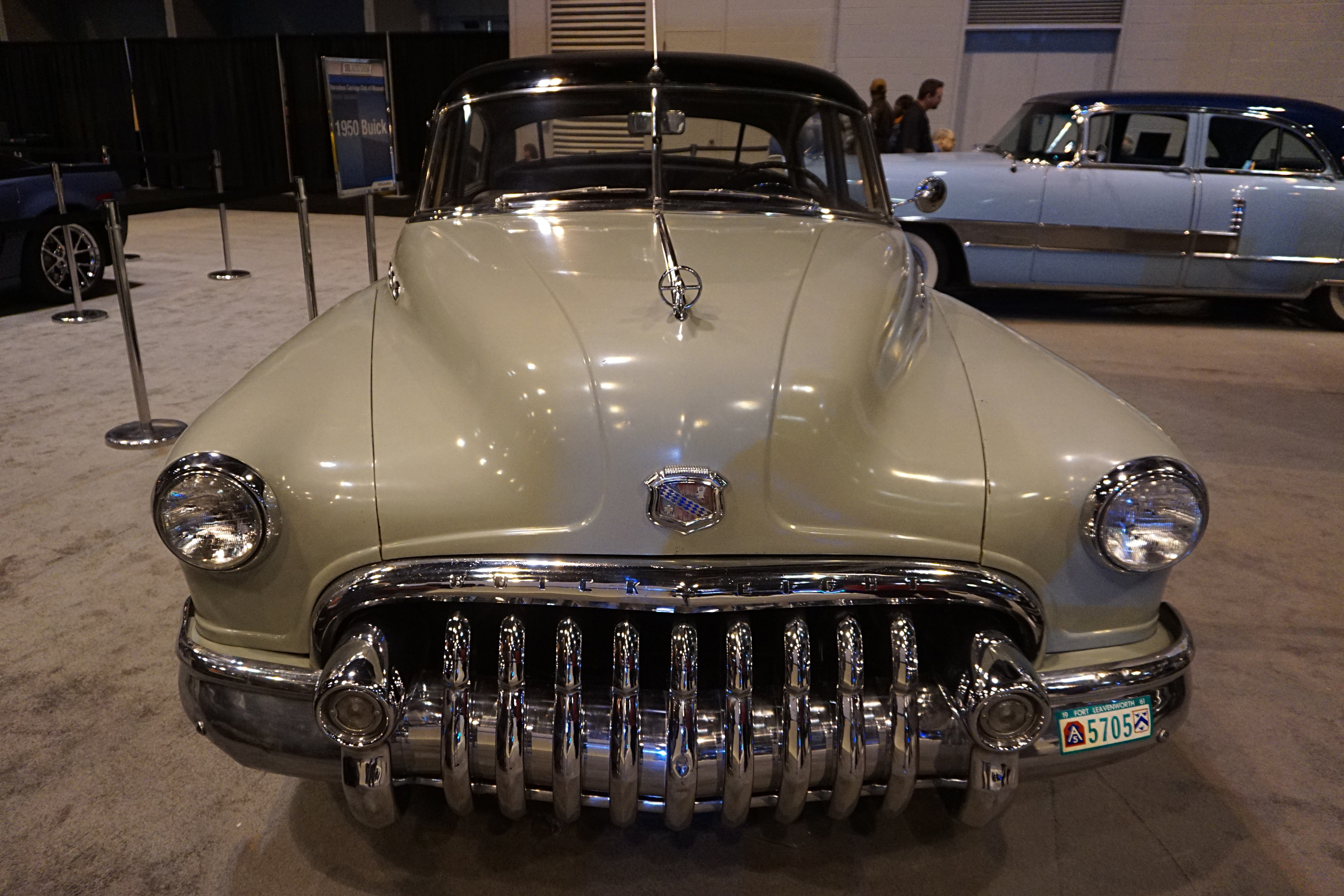
Buick Special Sedan (1950)
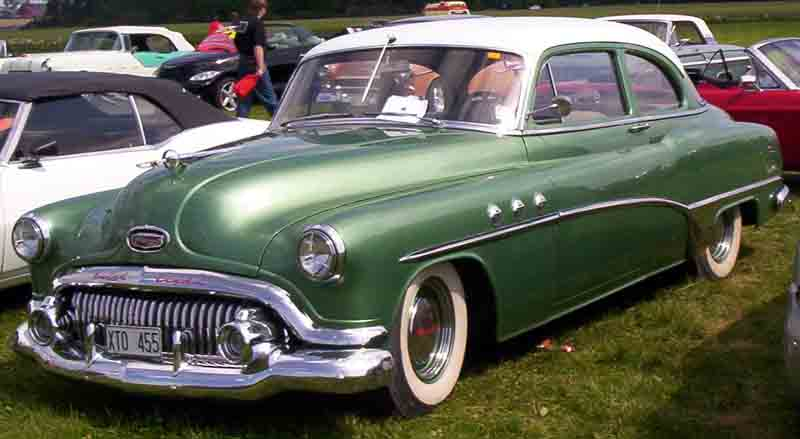
Buick Special cupé (1951)
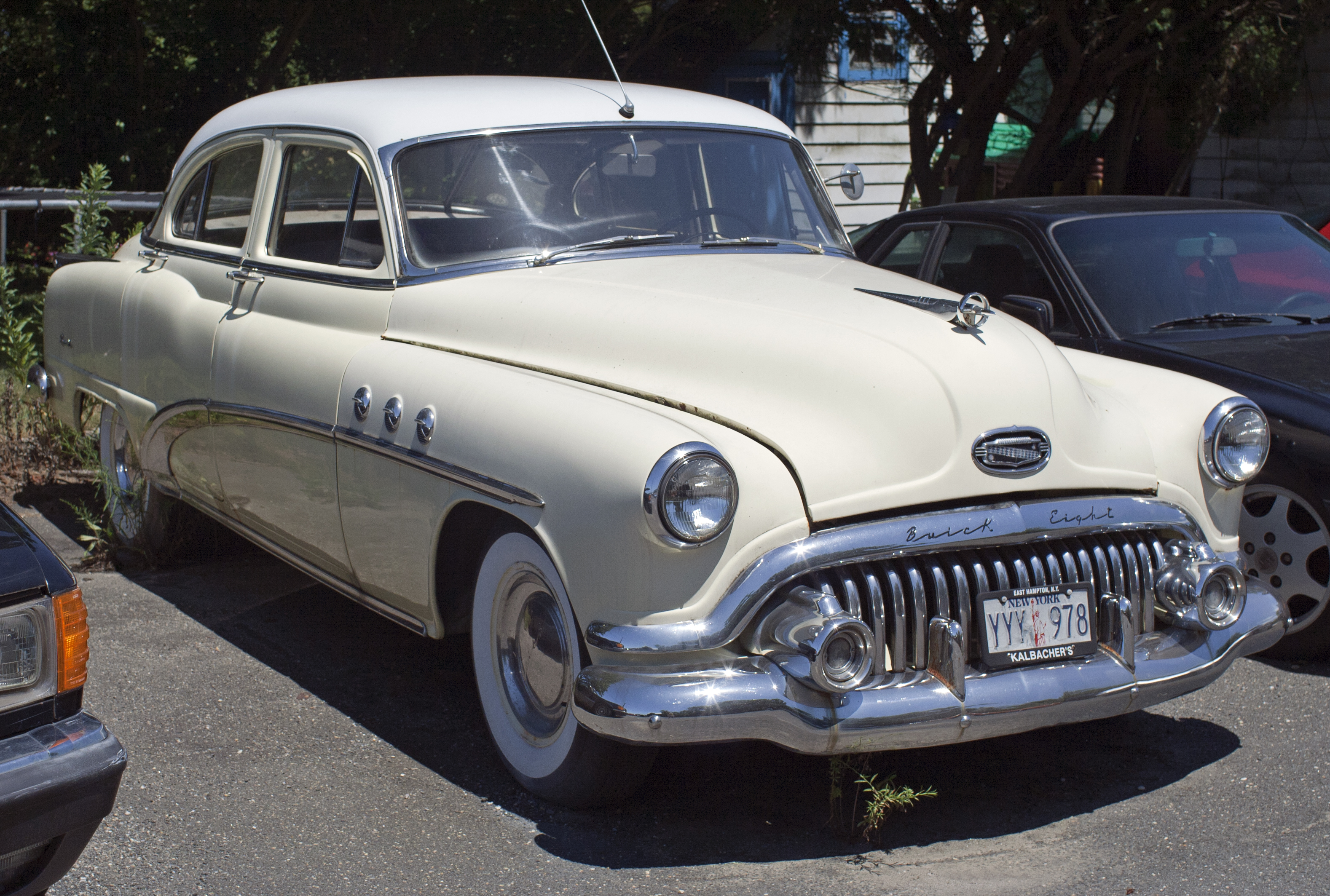
Buick Special DeLuxe (1952)
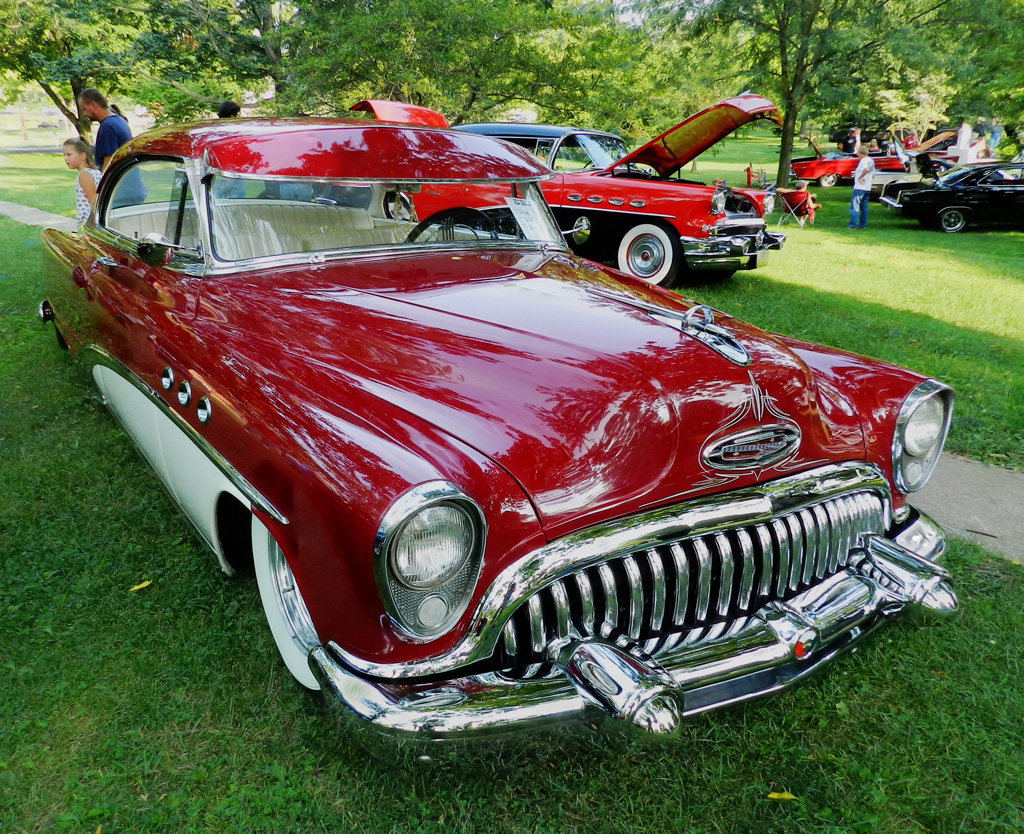
Buick Special Riviera cupé (1953)
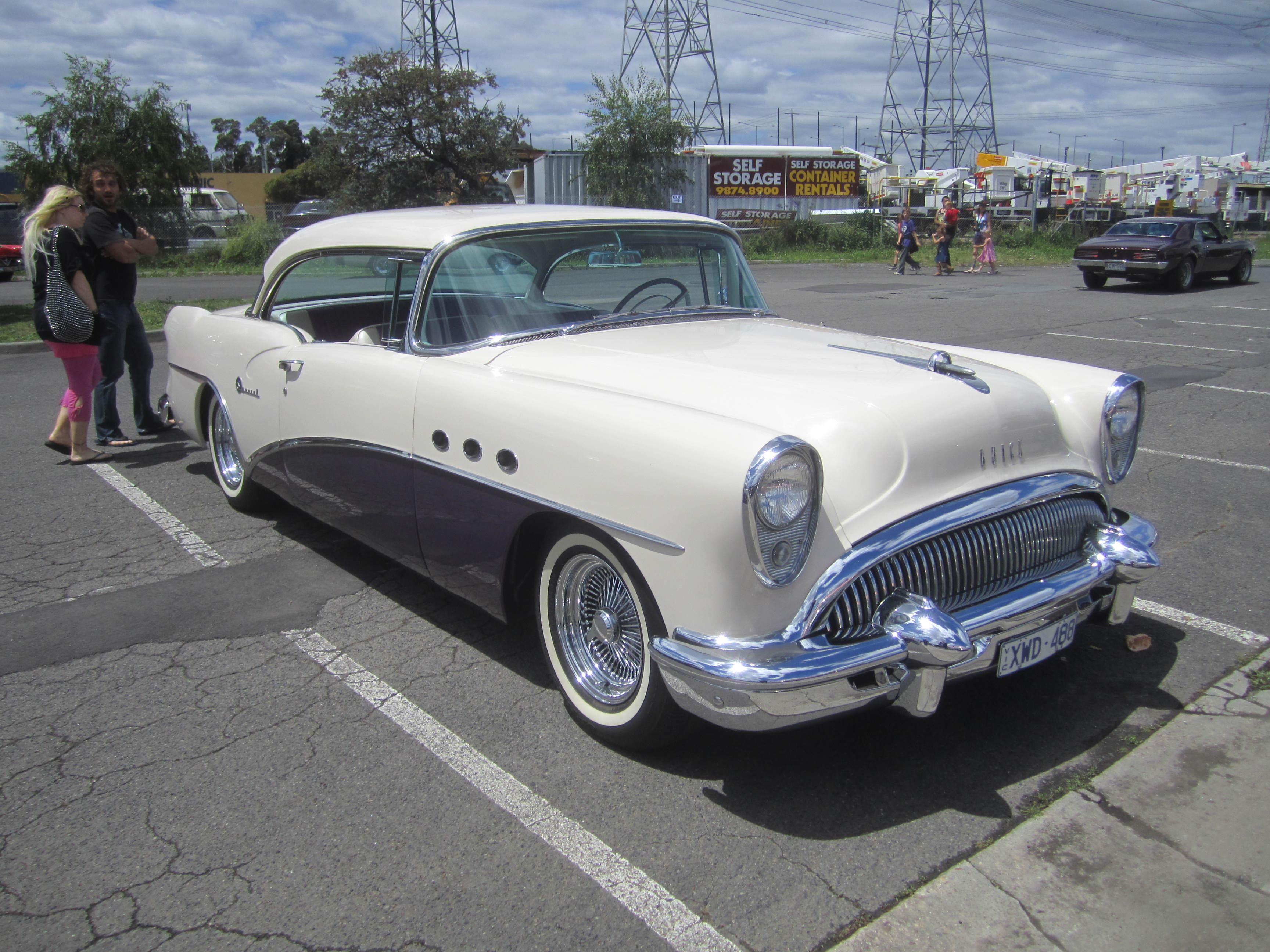
Buick Special Riviera cupé (1954)
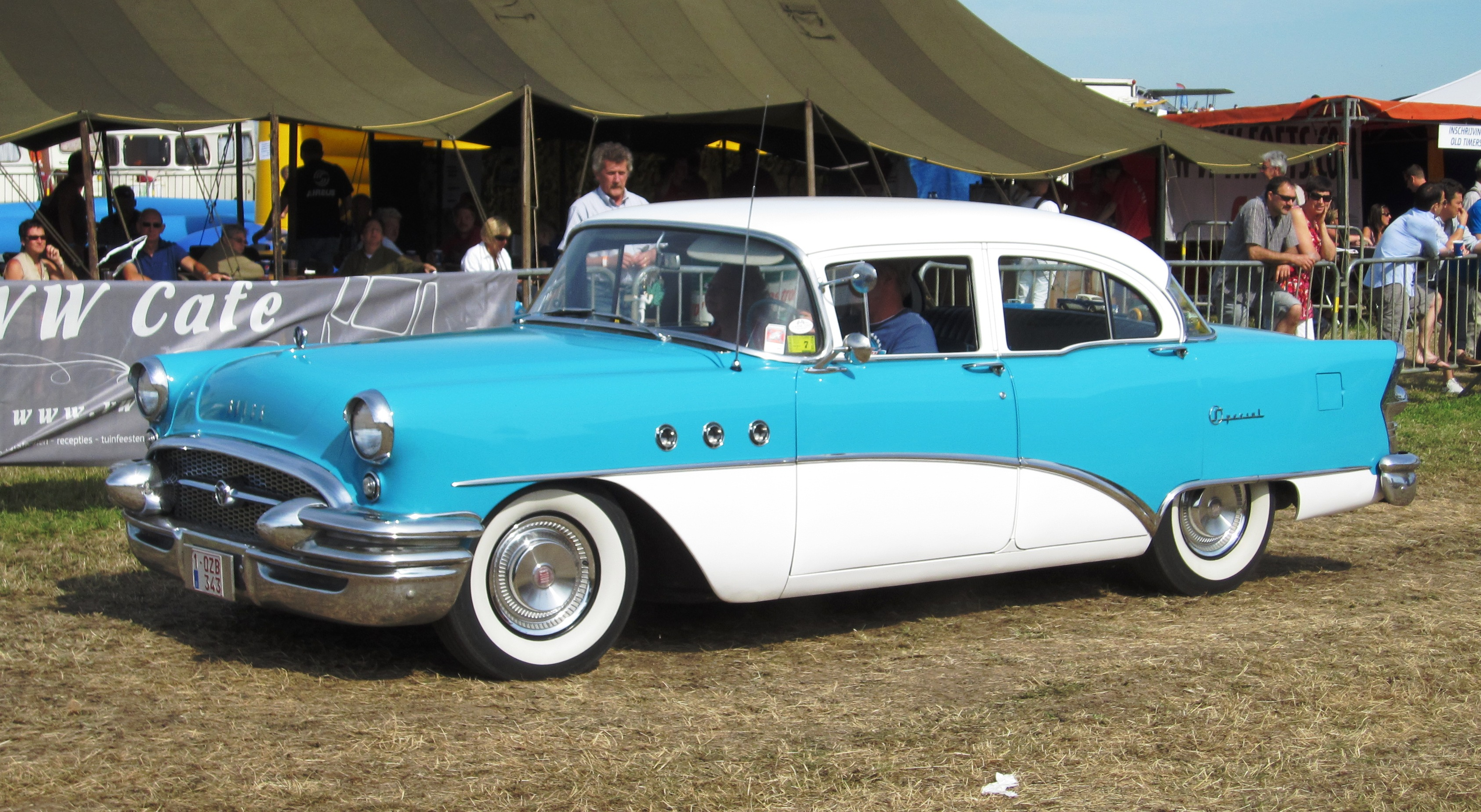
Buick Special 4-puertas Sedán (1955)
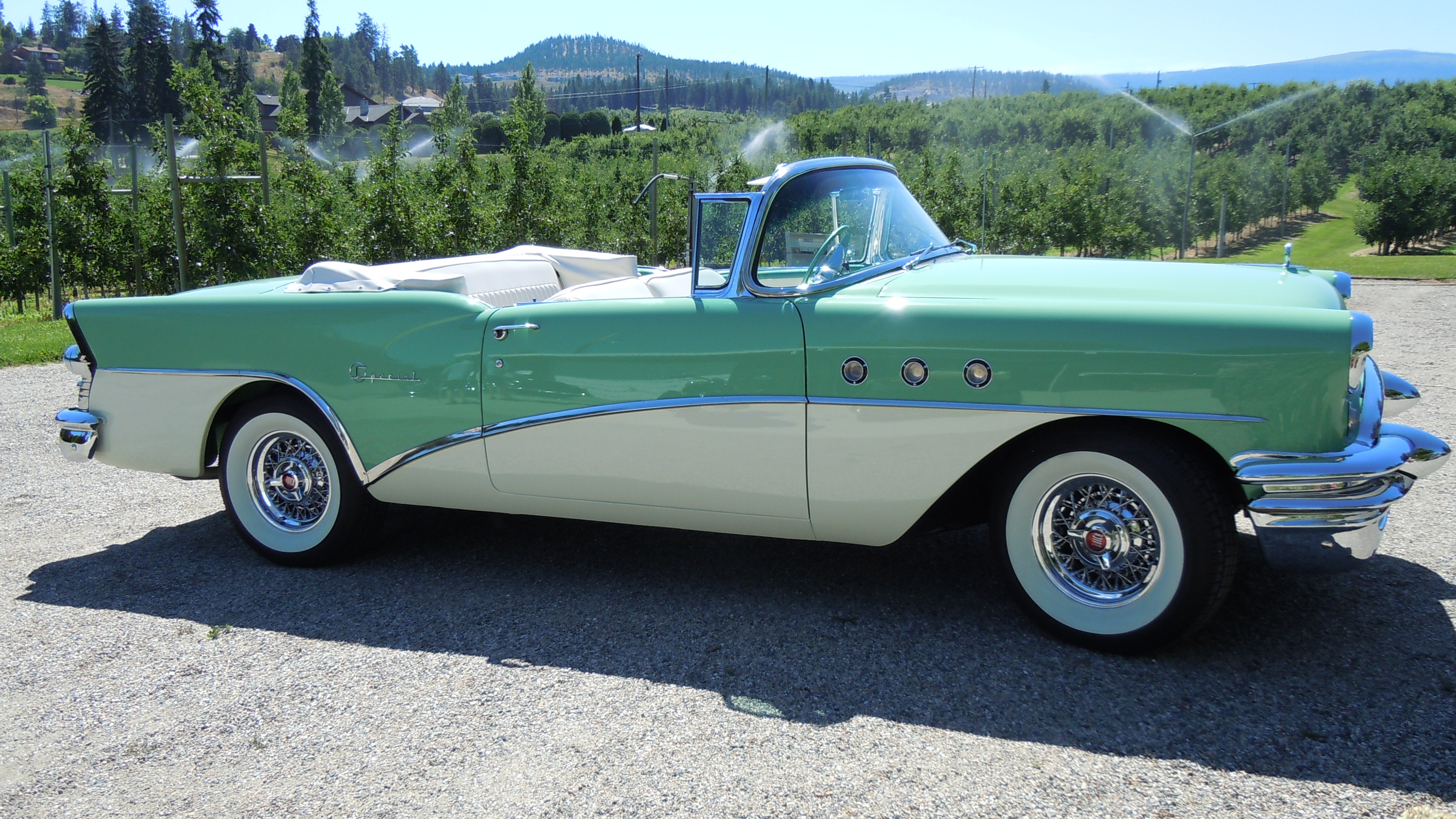
Buick Special Convertible (1955)
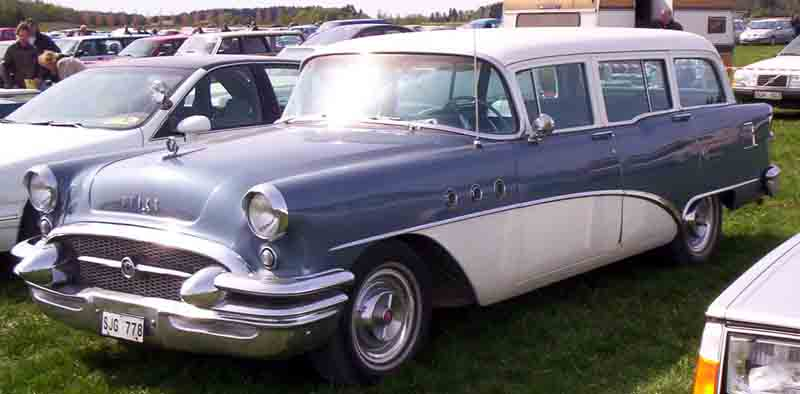
Buick Special Familiar (1955)
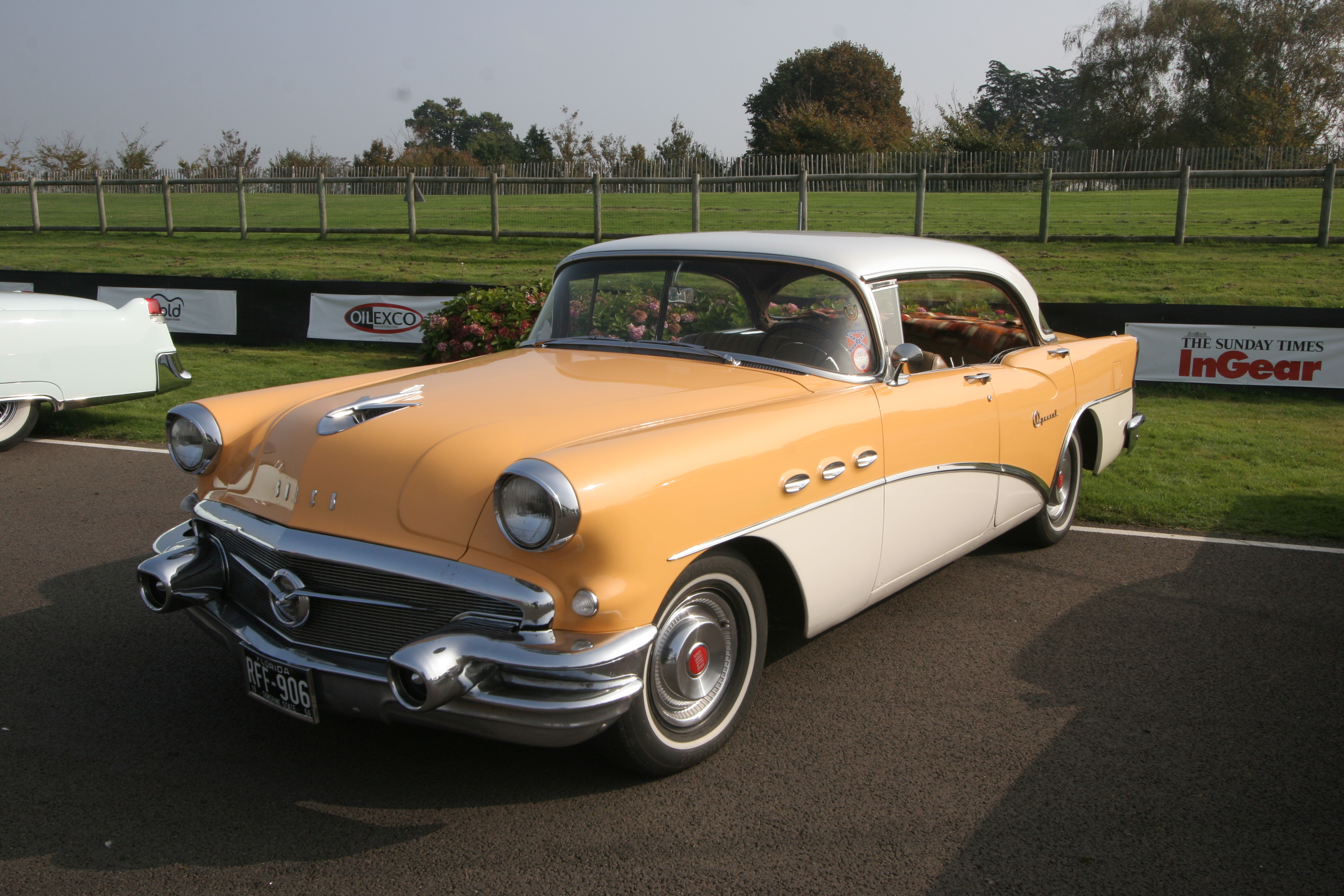
Buick Special 4-puertas Riviera (1956)
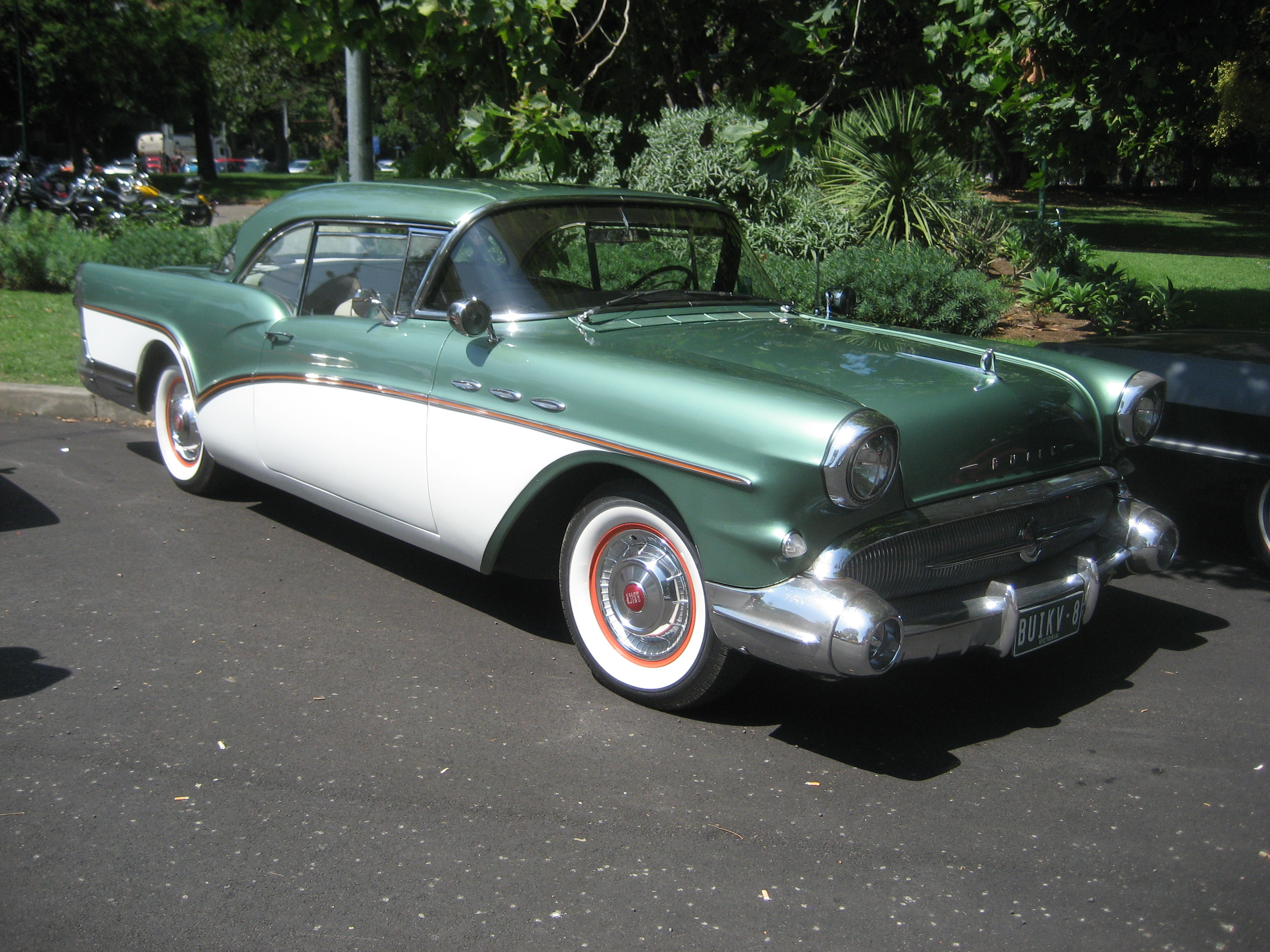
Buick Special 2-puertas Riviera (1957)
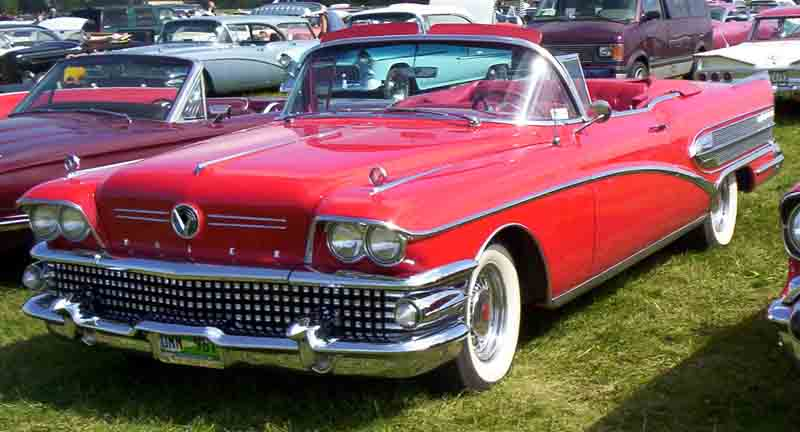
Buick Special convertible (1958)

## 1961-1963
En 1961, el automóvil regresó después de una breve ausencia de dos años, pero esta vez fue la nueva plataforma GM Ymonocasco compacta. El Special estaba propulsado por un novedoso motor Buick V8 con bloque de aluminio, 215 pulgadas cúbicas (3,5 L) y 155 HP (116 kW) de potencia. Disponía de una transmisión Dual Path y de dirección asistida. A mediados de año, se lanzó una opción Skylark con molduras especiales, asientos envolventes opcionales y una versión con carburación de cuatro cuerpos del motor de 215 pulgadas cúbicas que rendía 185 HP (138 kW).
En 1962, el Special fue el primer automóvil estadounidense producido en masa en usar un motor V6. La revista Motor Trend lo eligió como Car of the Year de 1962. Este motor Fireball de 198 pulgadas cúbicas (3,2 L) fue diseñado a partir del 215 y usó muchos de los mismos parámetros de diseño, pero el bloque era de hierro fundido. Rendía 135 hp (brutos) a 4600 rpm y 205 lb·pie (277,9 N·m) a 2400 rpm. En su prueba de ese año, los redactores de la revista Road & Track quedaron impresionado con el nuevo V6 "práctico" de Buick, señalando que "suena y funciona exactamente igual que el V8 de aluminio en la mayoría de los aspectos". En 1963, se rediseñó la carrocería del Special. Mecánicamente, sin embargo, el coche era idéntico al modelo de 1962. También hubo un pequeño rediseño interior, particularmente en el tablero y el grupo de instrumentos. El Special de 1963 estaba disponible como un hardtop cupé de 2 puertas, un sedán de cuatro puertas, un convertible y un familiar. Las opciones de motor fueron un motor V6 estándar de 198 plg³ (3,2 L) con un carburador de doble cuerpo y un V8 opcional de 215 plg³ (3,5 L) con 155 HP (115,6 kW) (dos cuerpos) o una versión más potente (cuatro cuerpos) de 190 HP (141,7 kW) en 1962, y 200 HP (149,1 kW) en 1963. Las opciones de transmisión eran una transmisión manual de tres velocidades con cambio en la columna del volante, una caja manual de cuatro velocidades Borg-Warner T-10 con la palanca en el suelo o una transmisión automática Turbine Drive de dos velocidades. La transmisión automática de dos velocidades "Dual Path Turbine Drive" era un diseño de Buick y no compartía partes comunes con la más conocida transmisión Chevrolet Power-Glide.
El modelo de 1962 vendió 153.763 unidades, incluyendo 42.973 unidades del modelo Skylark.
La carrocería de 1963 solo se fabricó durante un año; vendió 148.750 ejemplares, incluidos 42,321 Skylark. Todo el automóvil fue rediseñado para 1964. El motor Buick de 215 pulgadas cúbicas equipó al Rover P6 3500S en 1968, pero nunca se vendió en grandes cantidades en Norteamérica. También se empleó en otros automóviles británicos, incluidos los Morgan Plus 8, MG MGB GTV8, Land Rover y Triumph TR8, así como en las modificaciones de los MG A y MG B. El motor realmente había ganado prestigio como el único motor que impulsó el Range Rover durante un par de décadas y finalmente se utilizó en el Land Rover/Defender original; y en varios otros modelos Land Rover, incluidos el Discovery y el Forward Control.
El Skylark se convirtió en una serie separada en 1962.

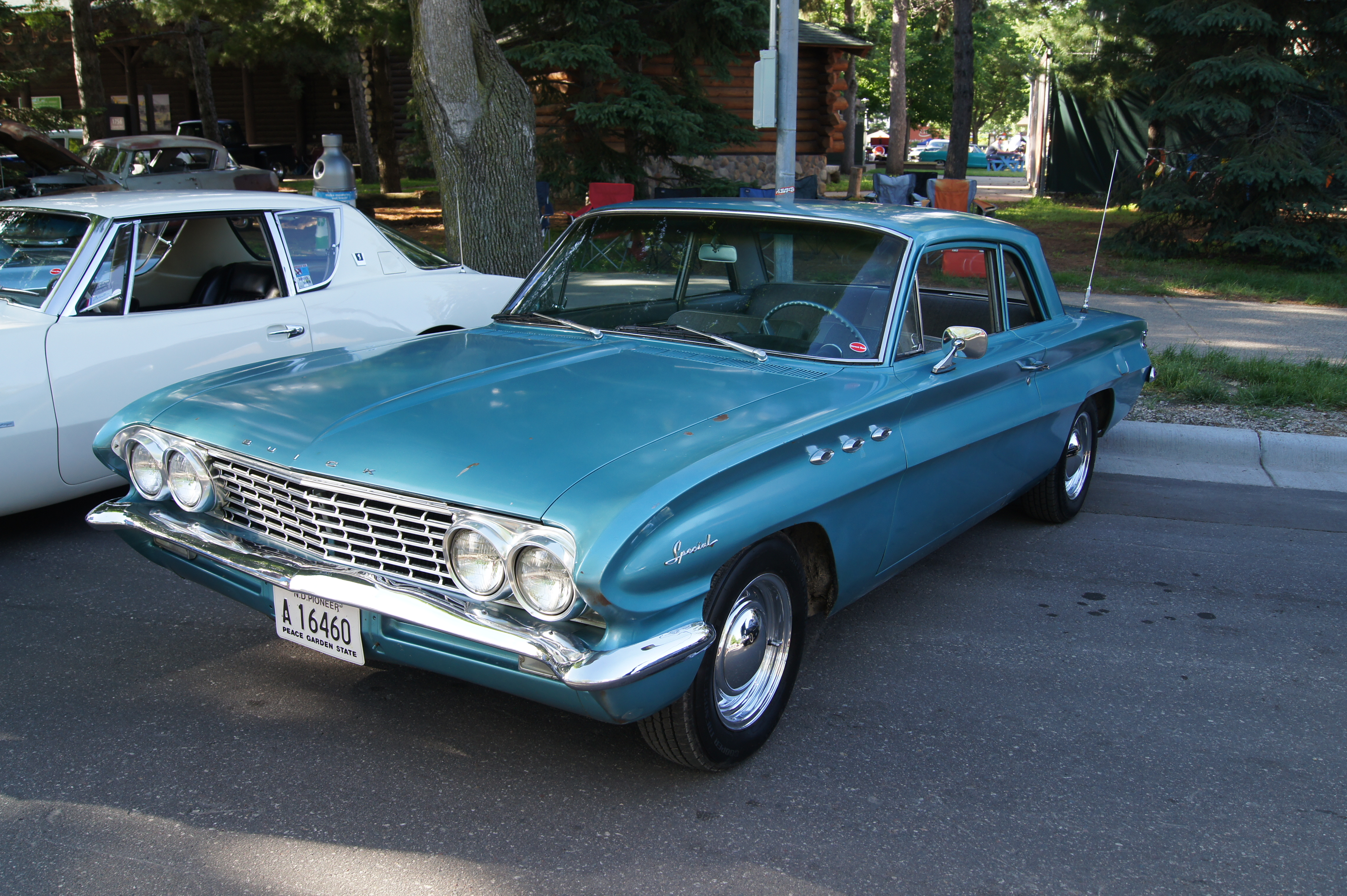
Buick Special 2-puertas sedán (1961)
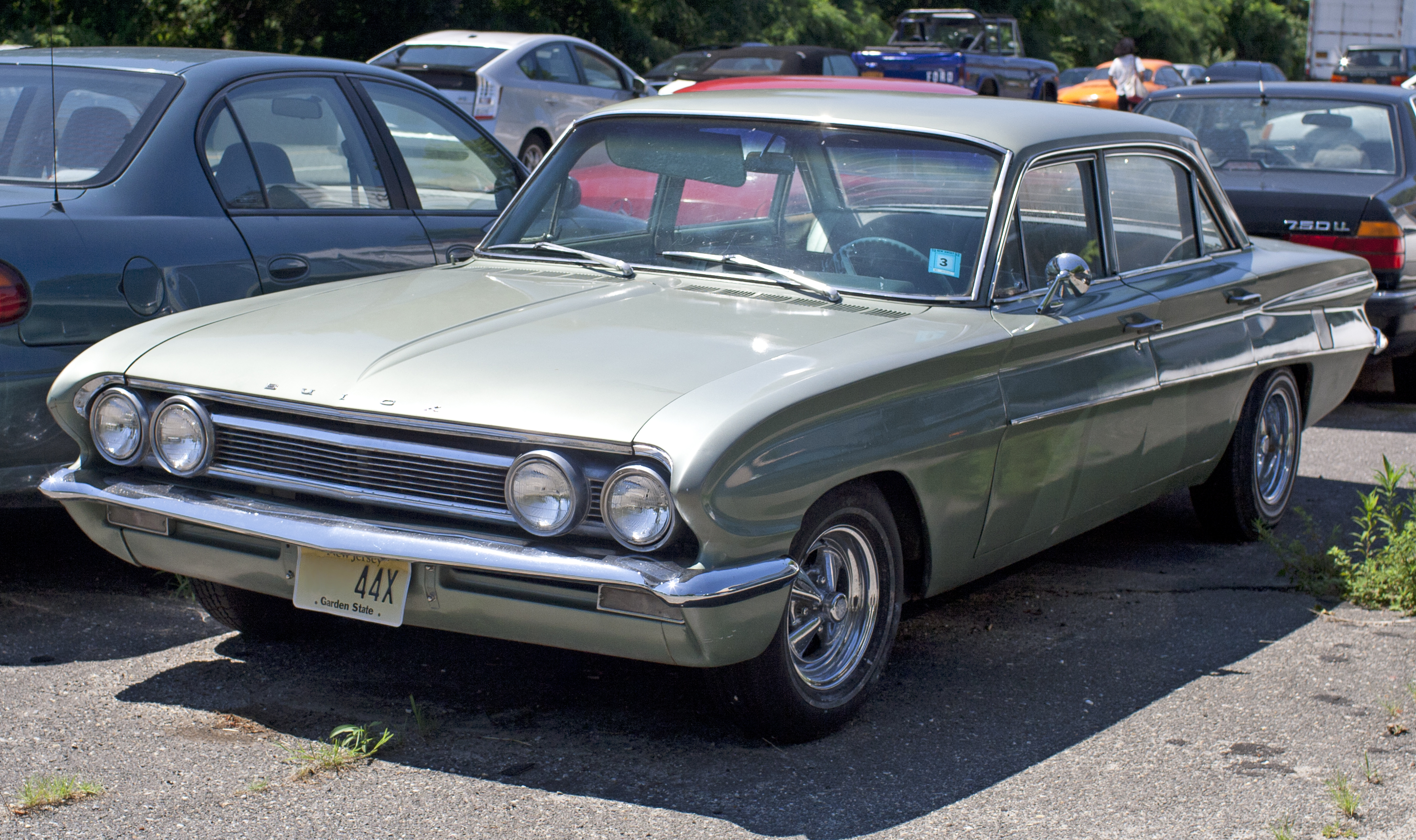
Buick Special DeLuxe 4-puertas sedán (1962)
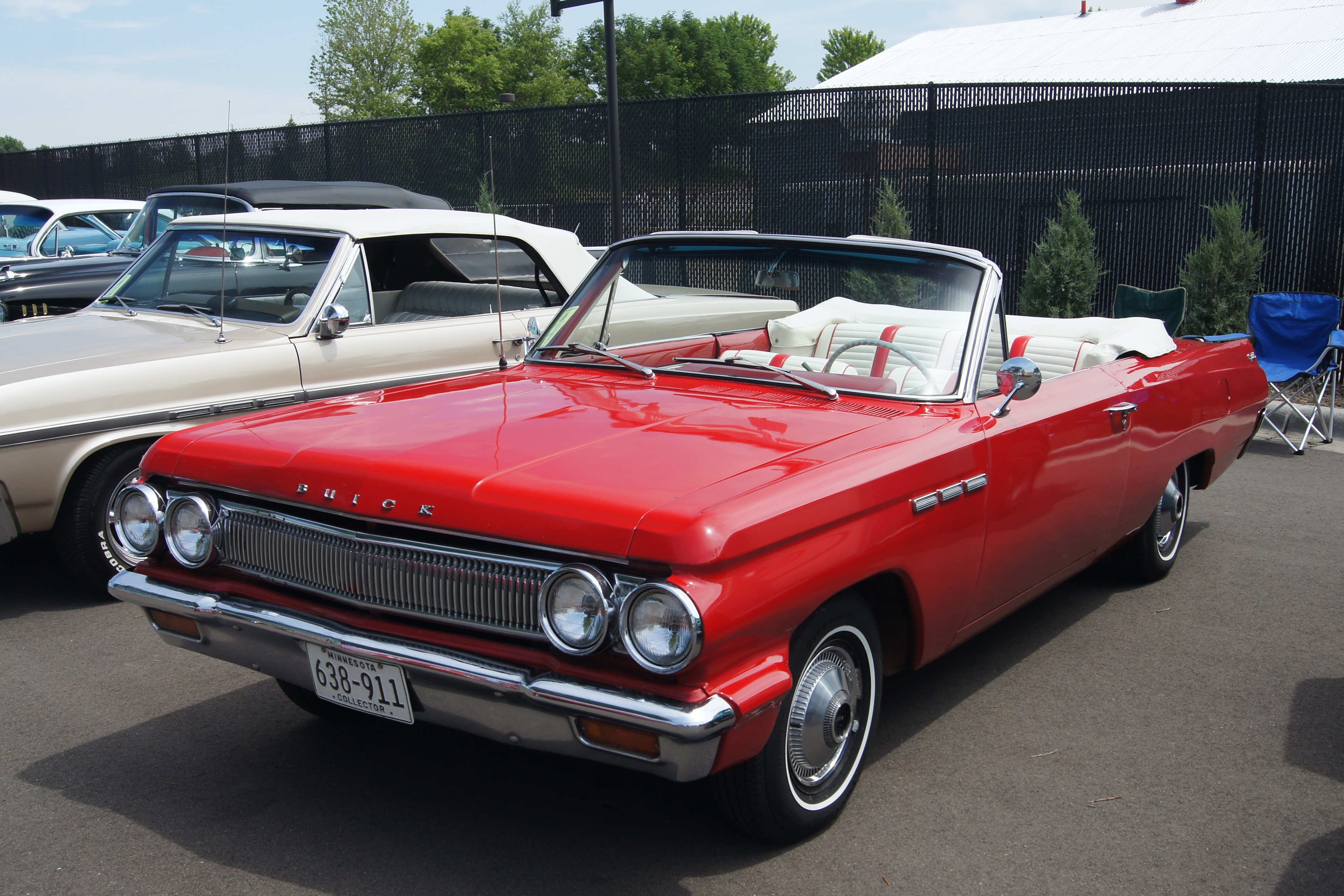
Buick Special convertible (1963)
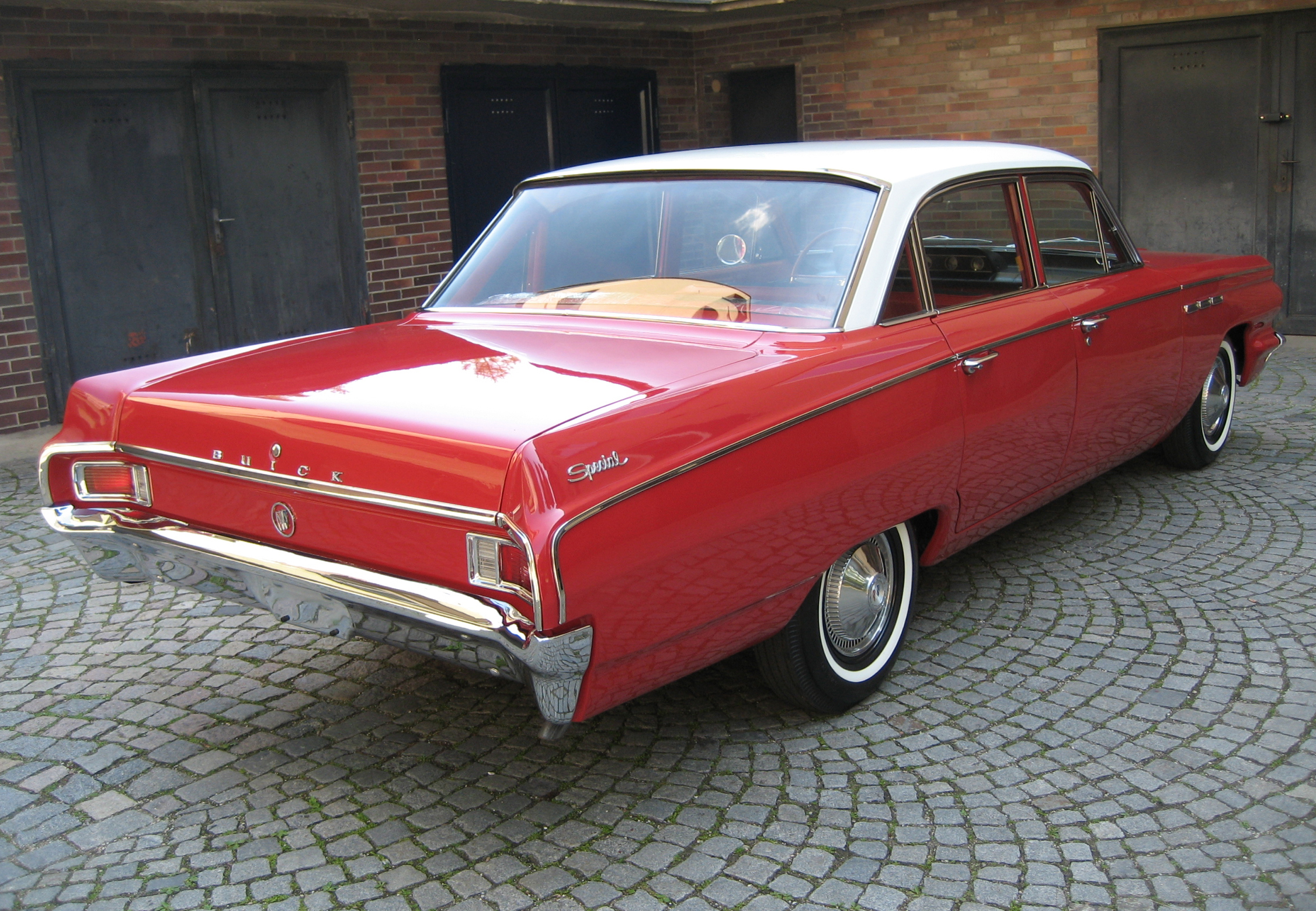
Buick Special Deluxe 4-puertas sedán (1963)

## 1964-1969
El Special, junto con el Skylark de lujo, fueron rediseñados en el modelo del año 1964, con una construcción separada de carrocería sobre bastidor, renombrada como plataforma A, y comercializada como un automóvil de tamaño mediano. El Skylark se expandió en una serie completa de primera línea que incluía sedanes de dos y cuatro puertas, cupé de dos puertas con techo rígido y convertible, junto con un familiar. Los otros modelos de la serie incluían el Special básico y el Special Deluxe, un poco más elegante, en una gama más limitada de estilos de carrocería.
También nuevos para 1964 fueron los motores. La capacidad del motor V6 se incrementó de 198 a 225 pulgadas cúbicas, mientras que el V8 de aluminio fue reemplazado por un nuevo V8 de bloque de hierro fundido de 300 pulgadas cúbicas con culata de aluminio. En 1965, las culatas de hierro fundido reemplazaron a las de aluminio, que sufrían problemas de diseño. Este fiable motor, producido hasta 1967, se basó en el V8 de aluminio y muchas partes (como las culatas) eran intercambiables.

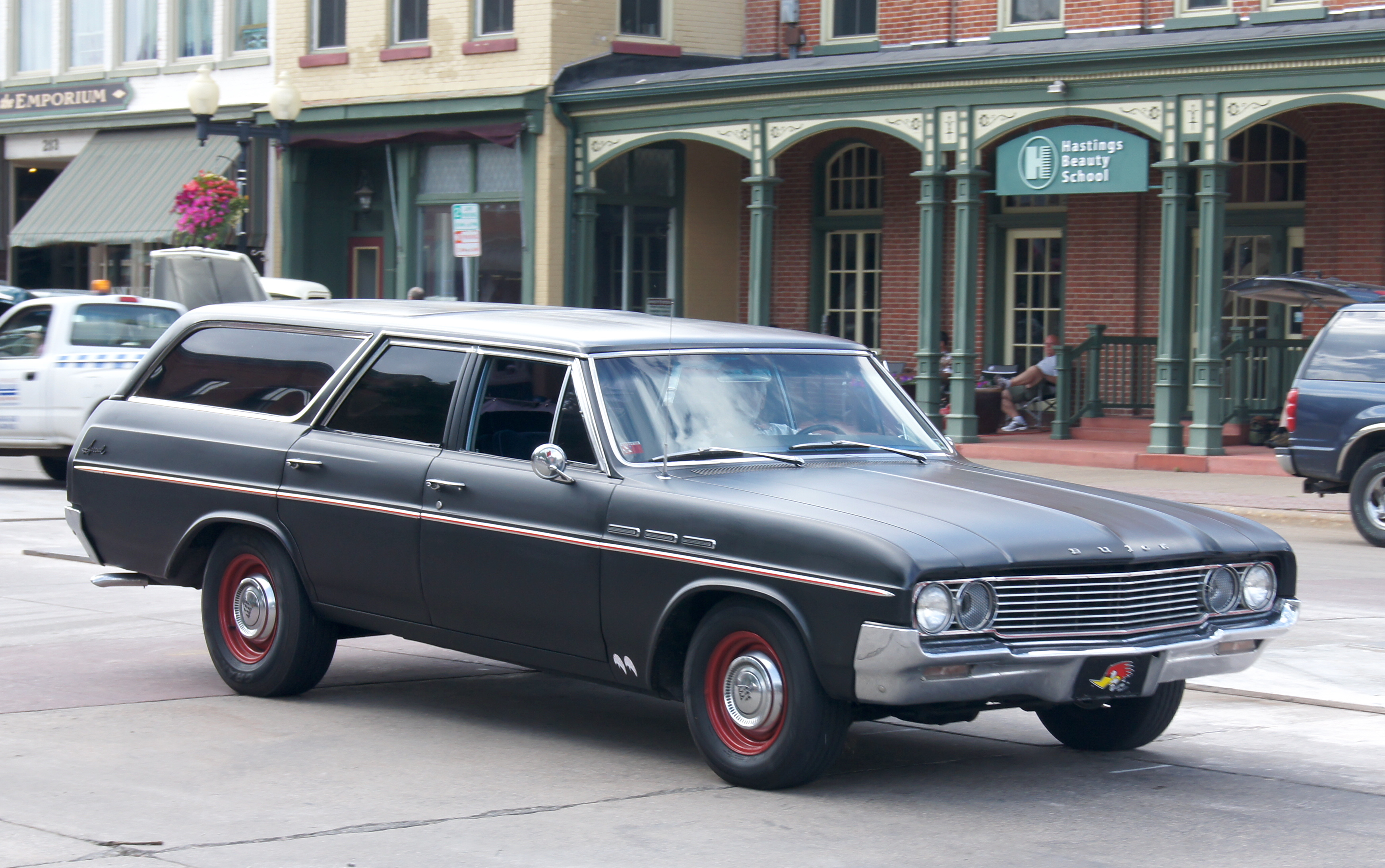
Buick Special Estate (1964)

Una placa de identificación especial se usó en los Buick de tamaño intermedio de menor precio hasta el año 1969.

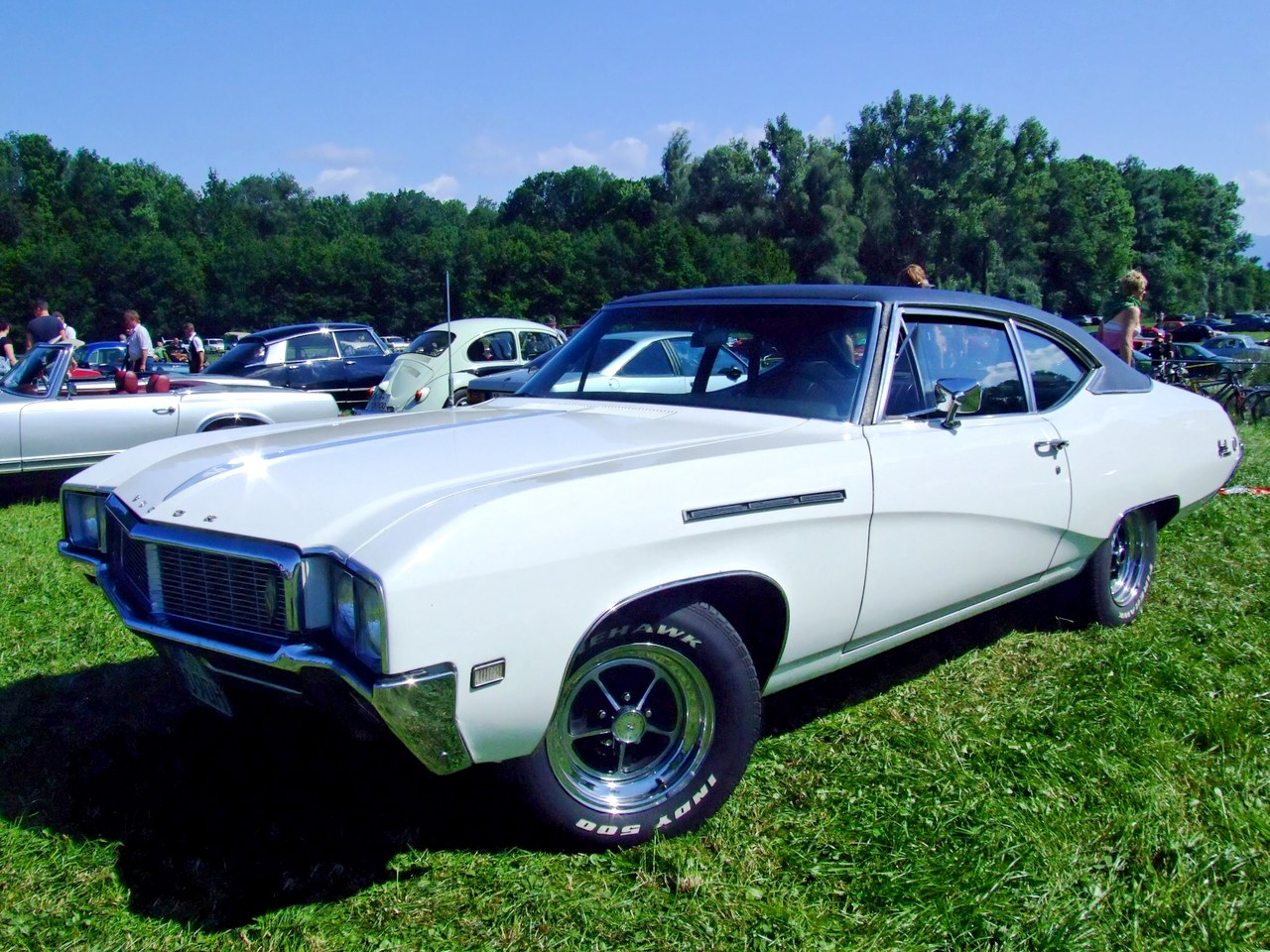
Buick Special Deluxe cupé (1968)

En 1968 y 1969, el Buick Special se abandonó y solo se fabricaron unidades Special Deluxe.

En 1970, el final del Special se produjo cuando el Special Deluxe también se abandonó en favor del Buick Skylark, un poco más exclusivo.

## 1975-1977

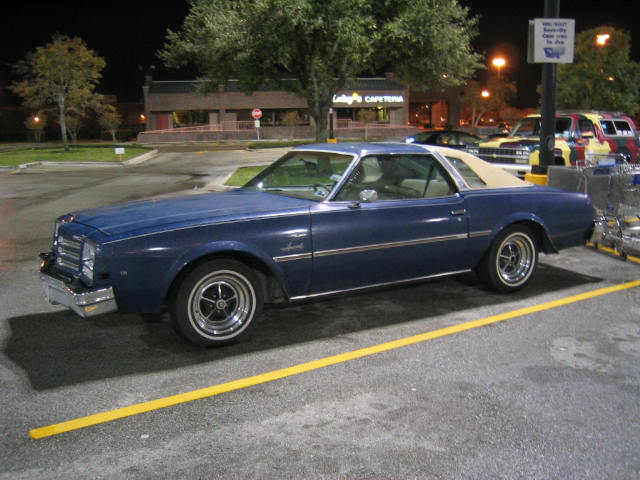
Buick Century Special (1977)

El Special regresó brevemente a la plataforma GM A como una subserie básica del Buick Century. Aunque se vendió oficialmente como Buick Century Special, a veces también se lo conocía simplemente como Buick Special.
Los Century Special generalmente funcionaban con el propio motor V6 231 de Buick. También estaba disponible  un motor V8 (de Buick, Oldsmobile o Chevrolet), pero rara vez fue elegido por los compradores. Utilizaba la línea del techo de "columnata" (con pilares marcados), aunque estaba equipado con un techo landau que cubría la mayor parte de las ventanas de la parte trasera. La abertura que quedaba tenía la misma forma que las ventanas de los familiares de techo rígido de la serie superior.

## 1978-1979

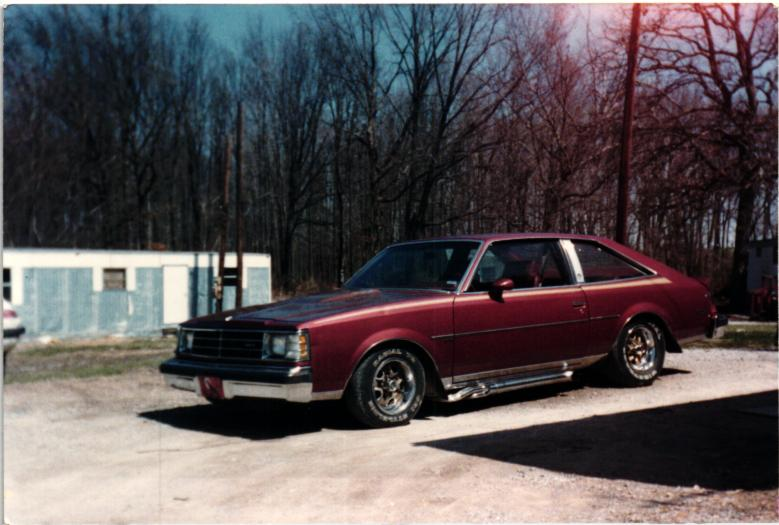
Buick Century Special Fastback de 1978, con tubos de escape no de serie

En 1978 y 1979, el ajuste especial continuó en los modelos Century fastback y familiares rediseñados.

## 1991-1996

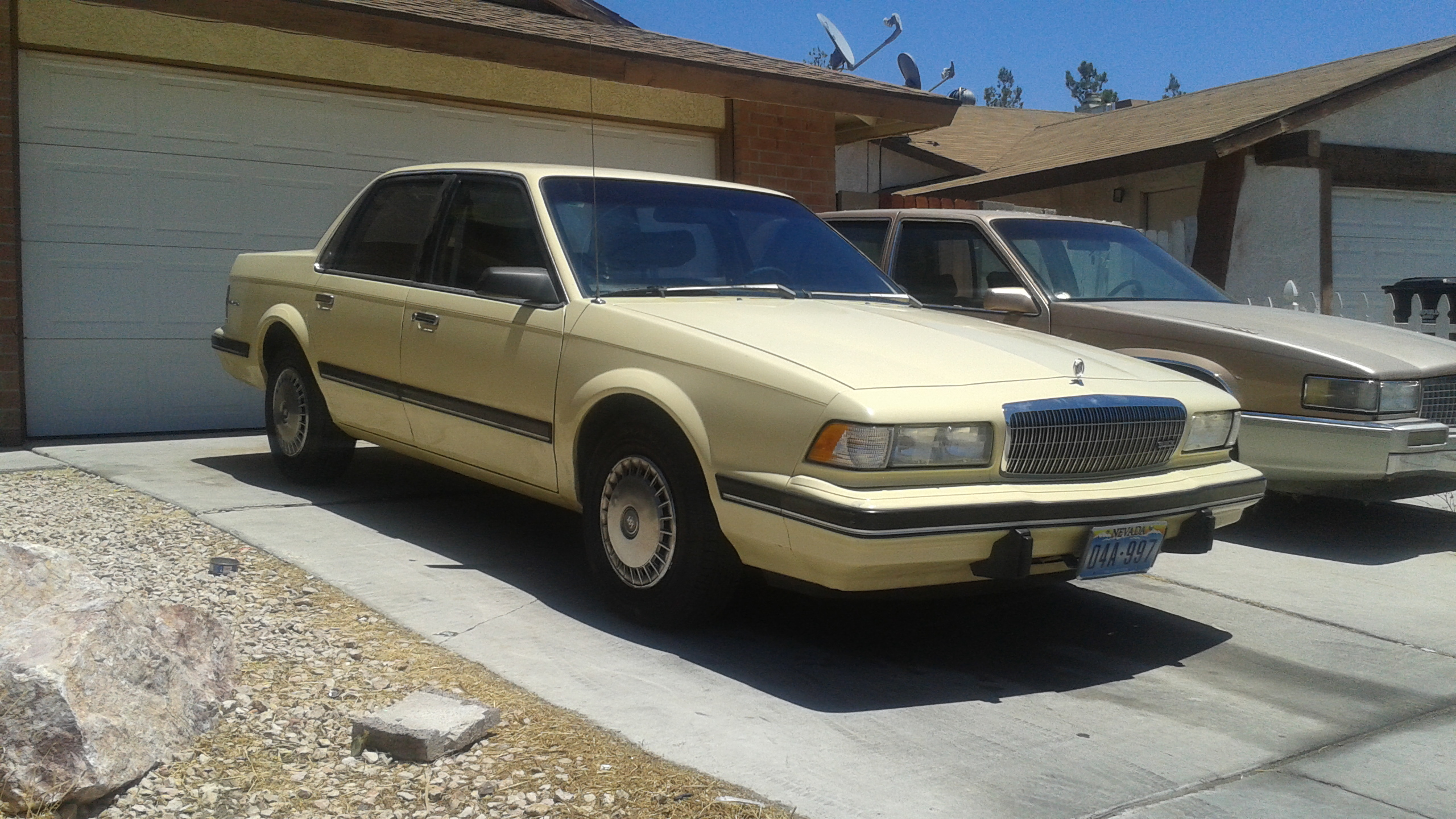
Buick Century Special sedán (1992)

El Special regresó una vez más como la versión básica del sedán Century (a partir de 1991) y el familiar (a partir de 1993). La designación "Special" se suspendió con el rediseño del Century en 1997.[cita requerida]